# Kaş
Kaş ist ein überwiegend vom Tourismus geprägtes städtisches Zentrum (Şehir Merkezi) in der türkischen Provinz Antalya auf dem ehemaligen Stadtgebiet des antiken Antiphellos und Zentrum des gleichnamigen İlçe (Landkreis). Die entsprechende Gemeinde Kaş (Kaş Belediyesi), eine Teilgemeinde der Großstadtgemeinde (Büyükşehir Belediyesi) Antalya, umfasst das gesamte Gebiet des Landkreises Kaş (İlçe Kaş). Der Ort war bis zur Verwaltungsreform in der Türkei durch das Großstadtgemeindegesetz (Sayılı Büyükşehir Belediye Kanununun) Nr. 5216 vom 12. November 2012 Kreisstadt (Zentrum eines İlçe / ehemals Kaza) und Sitz einer entsprechenden Verwaltung. Der alte Name der Stadt, „Andifli“, gilt noch heute (auch offiziell) für die Kernstadtgemeinde.

## Geograpisch-geologische Lage

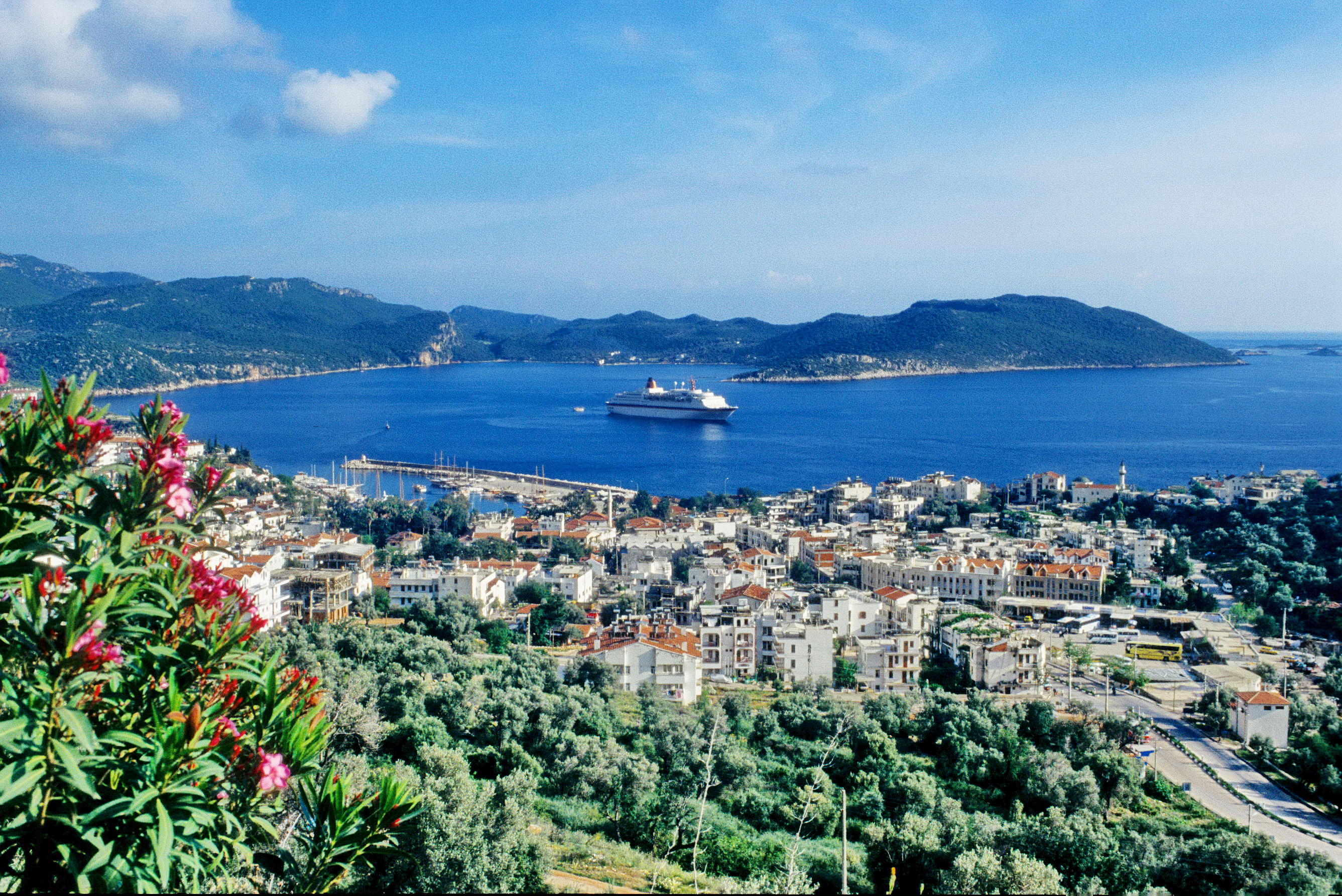
Kaş Korfezi, Bucht von Kaş mit Ince-Burun-Halbinsel (Bayındır Limanı) links im Hintergrund

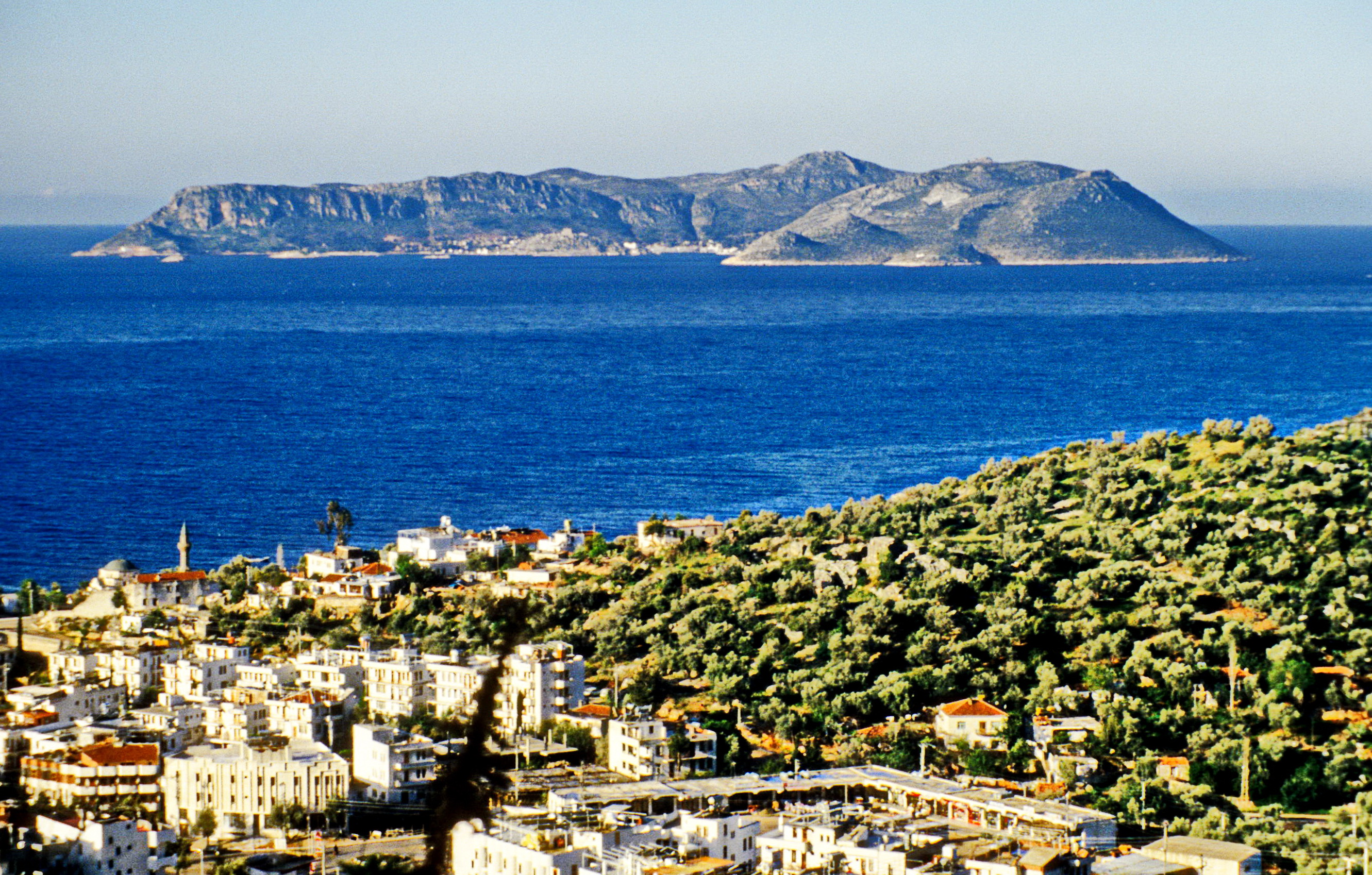
Vor der Bucht von Kaş liegt die griechische Insel Kastellorizo

Der Ort Kaş erstreckt sich im Süden der Teke-Halbinsel an der Kaş Körfezi, einer kleinen Bucht des Mittelmeers zu Füßen des 1800 m hohen Asas Dağı, eines Ausläufers des südlichen Akdağ-Gebirges (3080 m) unterhalb des Yavu-Berglandes, etwa 180 km südwestlich von Antalya. Direkt vorgelagert liegt die kleine griechische Insel Kastellorizo (Καστελόριζο, türk.: Meis), die östlichste bewohnte Insel Griechenlands, die in der Antike zu Rhodos gehörte (die noch kleinere, unbewohnte griechische Insel Strongyli liegt einige Kilometer östlich von Kaş).
Zu Kaş gehört auch die von Ost nach West verlaufende Landzunge Çukurbağ Yarımadası, die auf ihrer Nordseite eine langgestreckte Bucht, Buçak Limanı (früher Vathy), bildet. Man nimmt an, dass Bucak Limanı wegen ihrer Tiefe, die noch in der unmittelbaren Landnähe bis zu 10 Metern beträgt, für Segelschiffe nicht gut nutzbar war und deshalb der Haupthafen des Ortes auch in der Antike an der gleichen Stelle war wie der heutige alte Gulet-Hafen vor den Füßen der Altstadt. Alte Fotos zeigen, dass dieser Hafen bis in die 1970er Jahre durch ein natürliches Riff (im Westen) und spärliche künstliche Aufschüttungen eine Art Naturhafen war, der nur kleinen Schiffen Schutz bot.

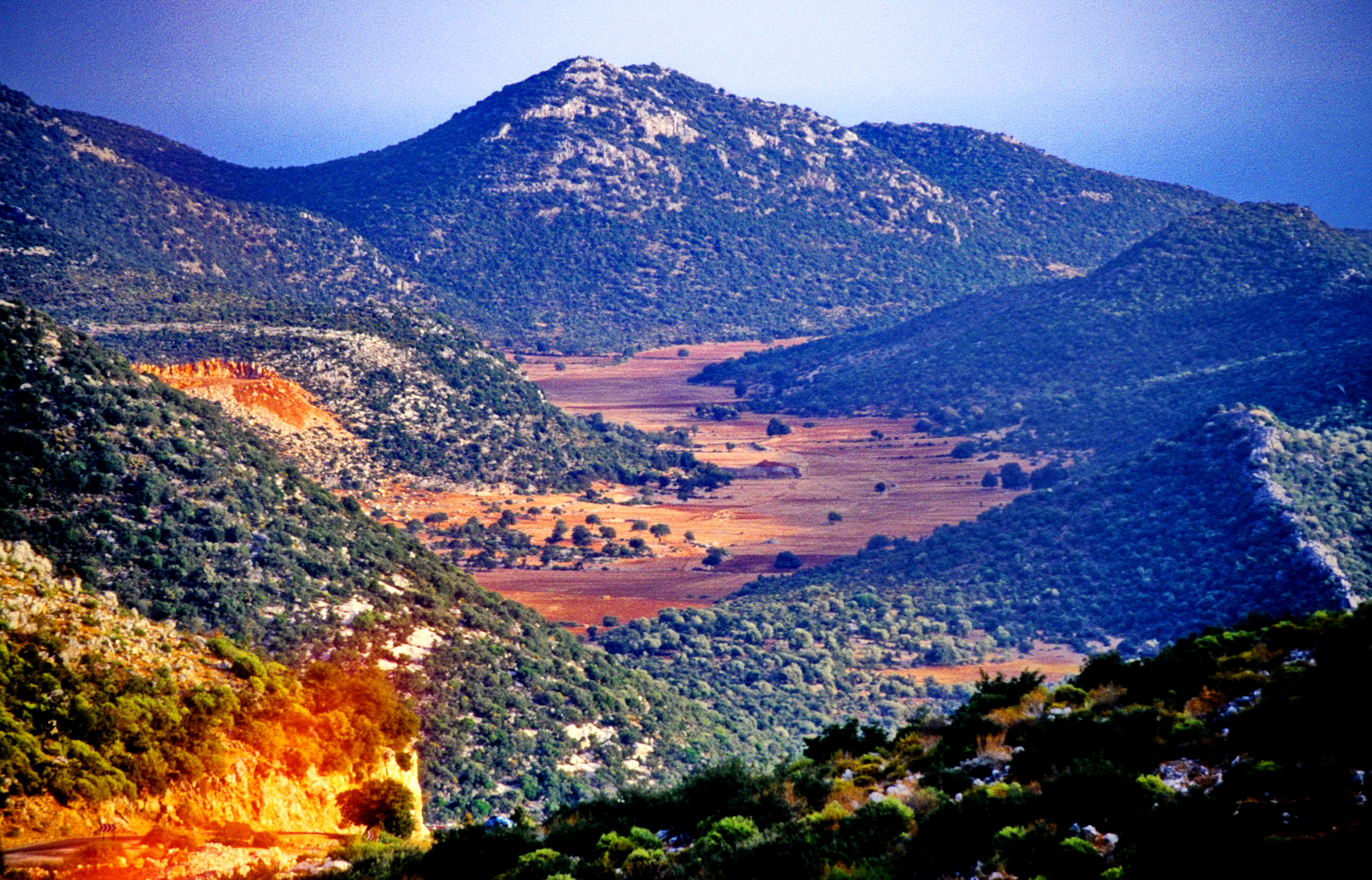
Typische Terra rossa bei Kaş in der Ova von Bayındır

Der zugehörige Kreis Kaş hat in etwa eine Fläche von 120 km². Seine älteste in der Region vorkommende geologische Formation sind die Kaş-Kalksteine aus dem Maastricht-Lutetium. Auf ihnen liegen diskordant die Pınarbaşı-Formation, die hauptsächlich aus Mergeln besteht und mit Kalkarenit- und Kalksandstein-Einlagerungen vorkommt, und das Felenk-Konglomerat, beide aus dem Untermiozän. In der Region wurden zudem junge Ablagerungen von Terra Rossa, Schutt und kalkhaltigen Hangbrekzien beobachtet. Aus tektonischer Sicht wurden drei normale Verwerfungen beobachtet, die von kleinen Brüchen und einigen Falten begleitet sind. Das Plateau-Hinterland der Teke-Halbinsel ist somit aufgrund seiner lithologischen Eigenschaften ein Karstgebiet, wo die Niederschläge im Untergrund leicht verschwinden.

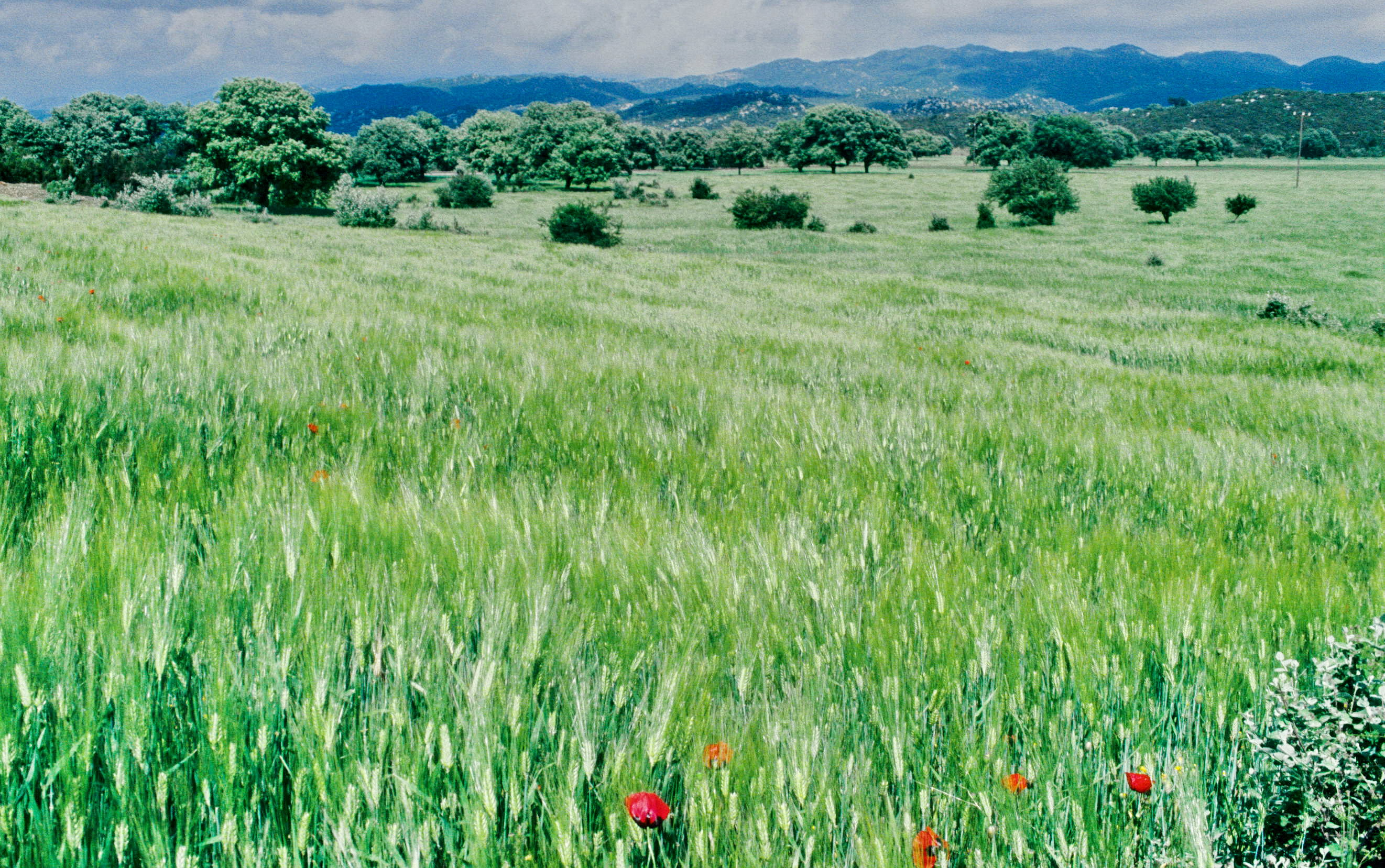
Getreidekulturen in der Polje von Agalyane im Mai 1998

Die im Norden aufragende Teke-Halbinsel wird von den Ausläufern des Taurusgebirges gebildet, die die Landschaft geografisch und klimatisch gliedern. Geschützt durch dieses Karstgebirge herrscht in der Küstenregion ein mediterranes Klima mit heißen, trockenen Sommern und milden Wintern. Im Gegensatz zur Küste herrscht im Hochland ein mitteleuropäisches Klima mit milden Sommern und kalten Wintern. Das Klima weist im Sommer heftige Trockenperioden auf und die Böden sind mit Ausnahme der Polje-Gebiete nicht für den Feldbau geeignet.

## Verkehrsverbindungen
Erreichbar ist Kaş aus Nordwesten von Izmir über die Schnellstraße D400 und aus dem nördlich gelegenen Binnenland über verschiedene Landstraßen, aus Osten ebenfalls über die Küstenstraße D400 von Antalya her. Einen Flugplatz gibt es in Dalaman (ca. 100 km nordwestlich) und in Antalya (ca. 200 km nordöstlich).
Seit 2008 ist eine offizielle Ausreise von Kaş zur griechischen Insel Kastelorizo und umgekehrt möglich. Es fahren täglich Fähren. Die Überfahrt dauert etwa eine halbe Stunde.

## Stadtstruktur
Da der Ort aufgrund seiner steilen Kalkstein-Küste über keinen nennenswerten Sandstrand verfügt und bis Anfang der 1970er Jahre nur über Schotterpisten erreichbar war (die Küstenstraße D400 nach Antalya wurde damals erst ausgebaut), ist Kaş lange vom Massentourismus verschont geblieben. Der Ortskern mit seinen historischen Häusern steht unter Denkmalschutz.

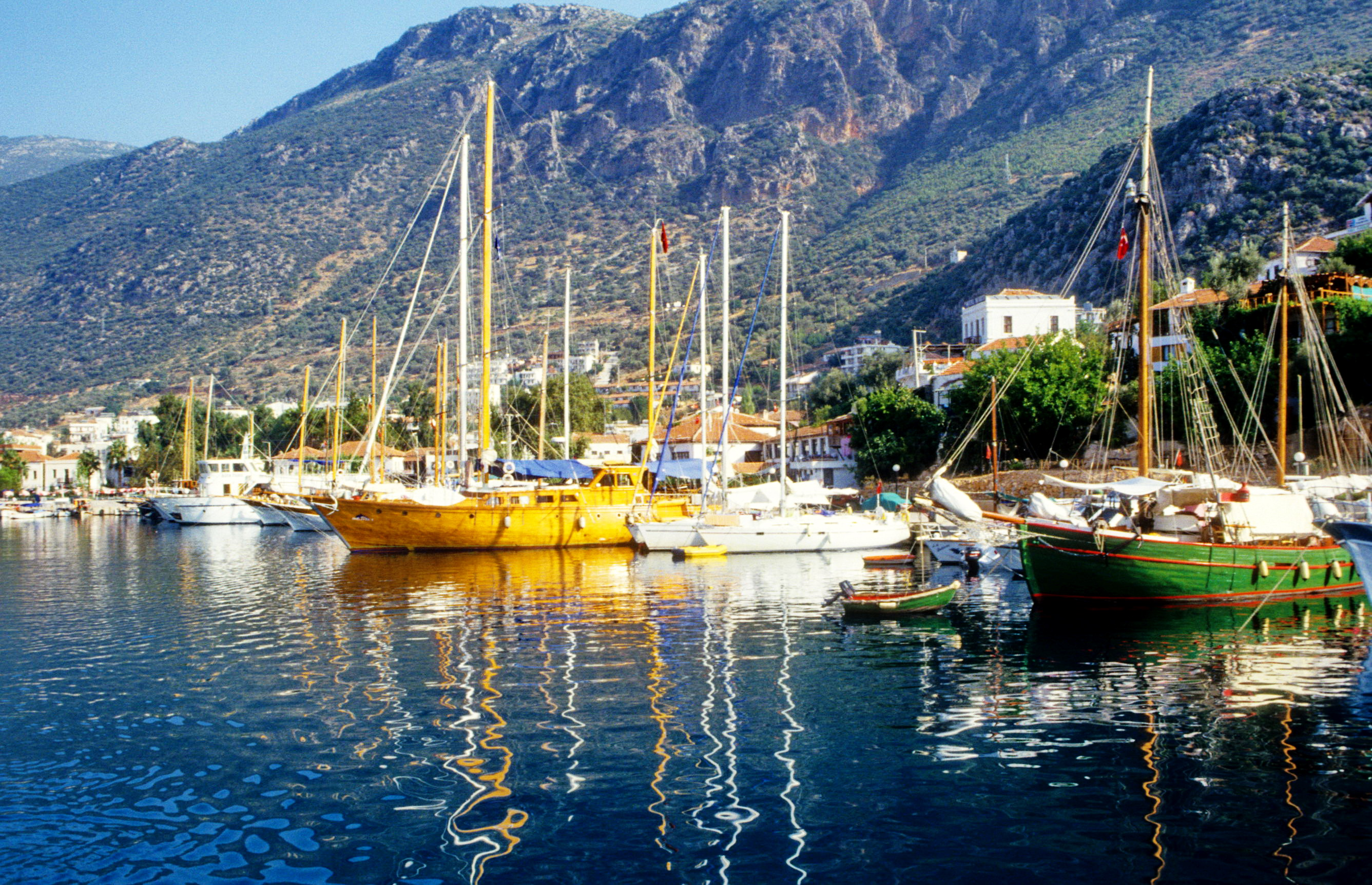
Blick auf den Hafen von Kaş Ende August 1993

Der Kai in der Bucht am Westrand bietet, außer bei Westwind, gute Anlegemöglichkeiten. Die unbebaute Fläche diente bis einschließlich April 2008 Gulets von der gesamten Südküste als Winterlager. Von 2008 bis 2011 wurde dort eine Marina gebaut.

## Geschichte

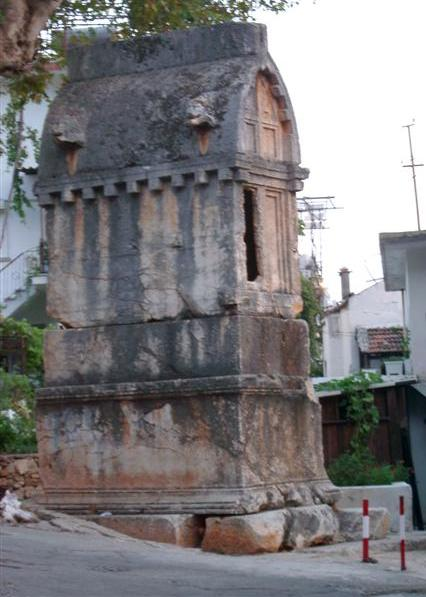
Lykischer Sarkophag

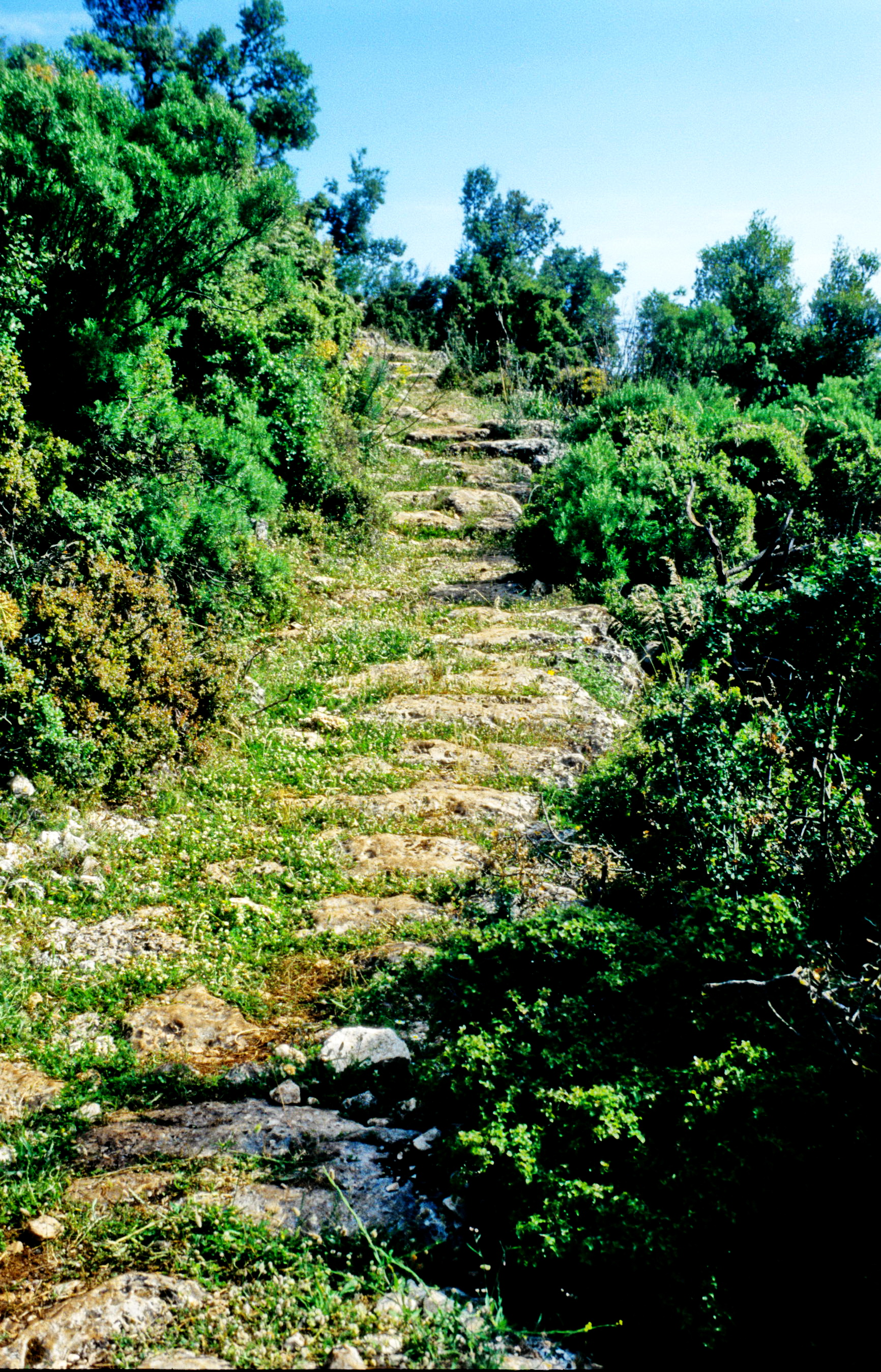
Die Bergländer im Hinterland von Kaş sind durchzogen von antiken Wegen, wie hier bei Büyük Avşar.

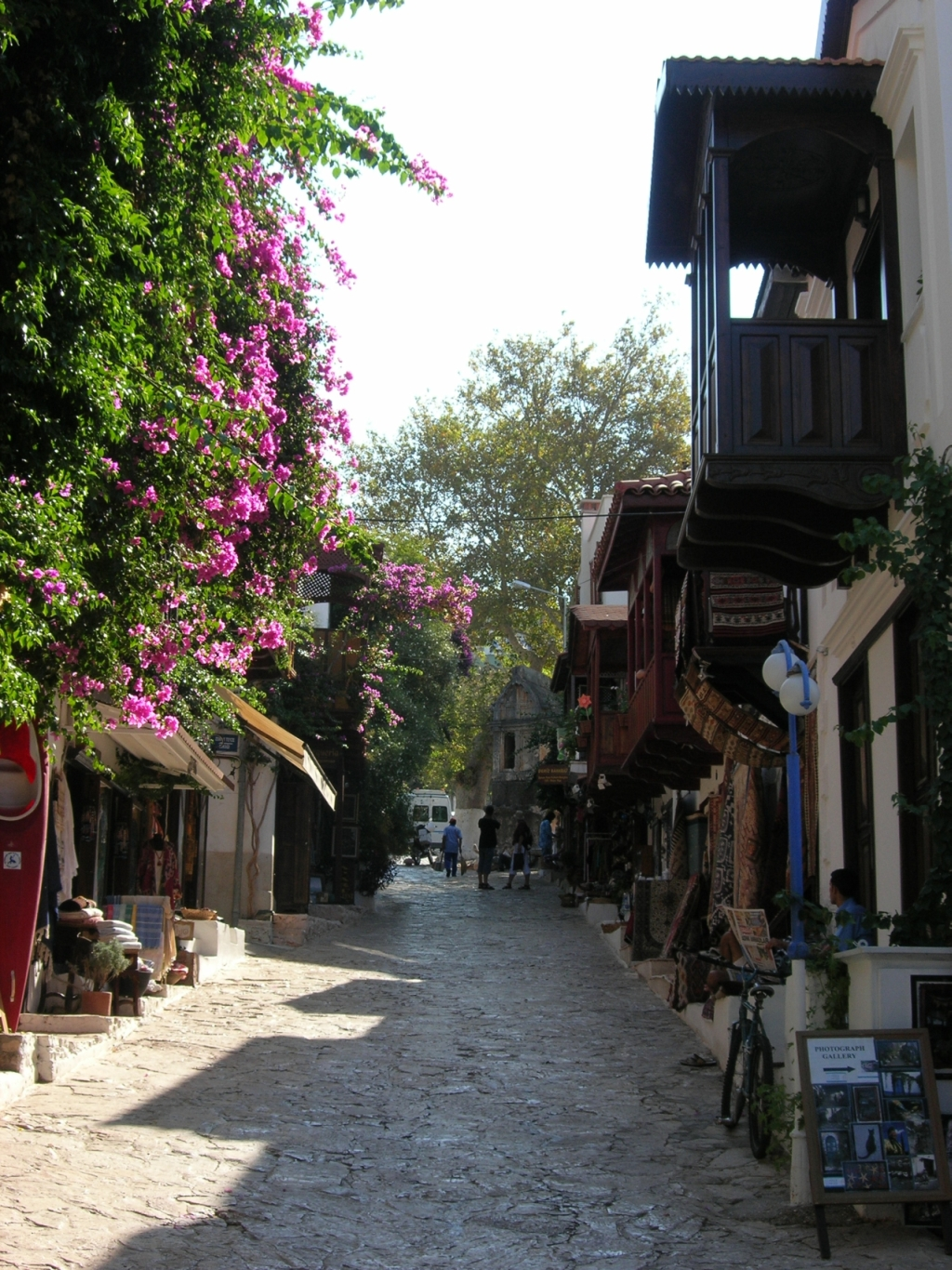
Hauptstraße mit den griechischen Häusern und dem Sarkophag am Ende

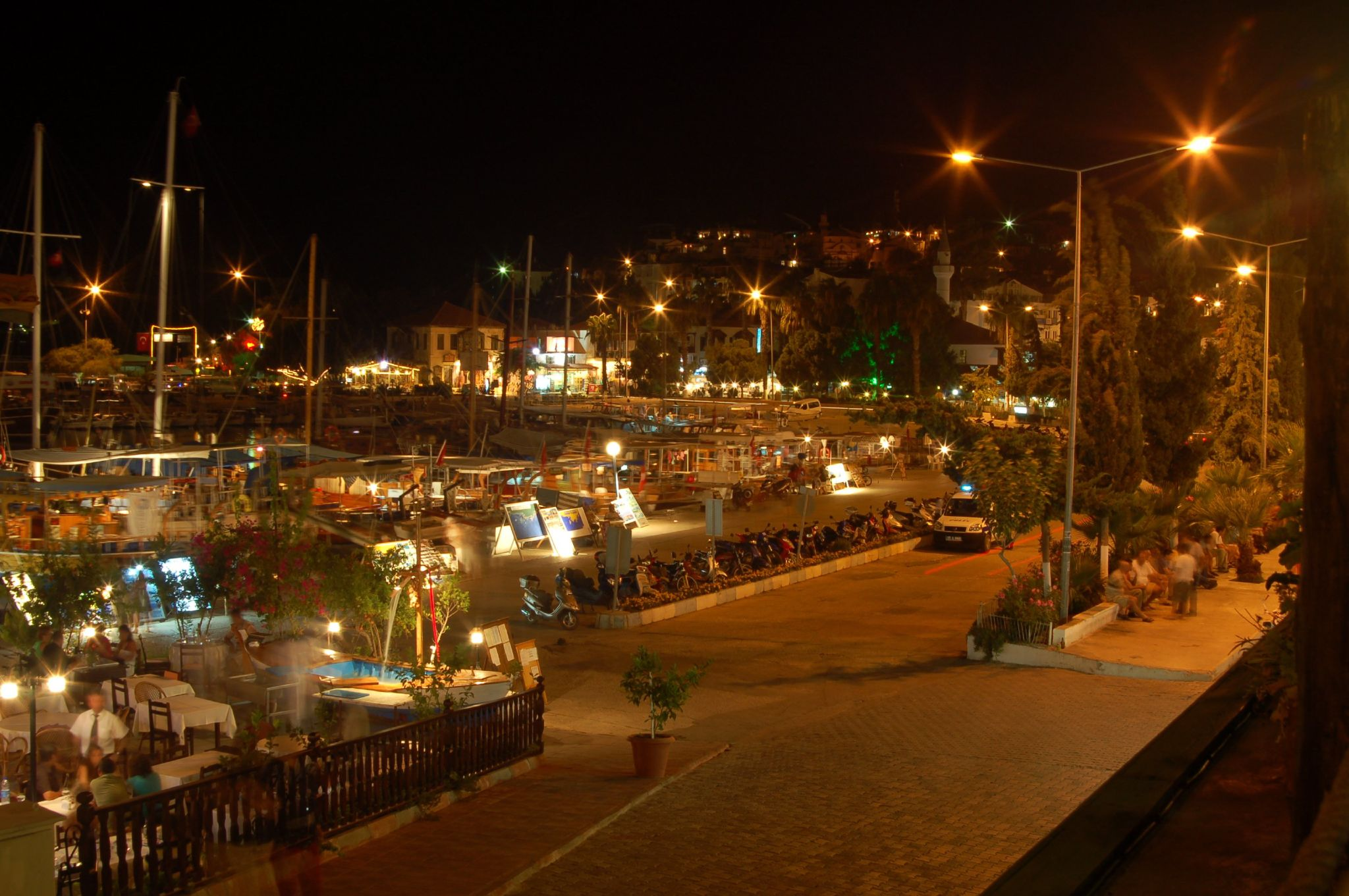
Der Hafen von Kaş bei Nacht

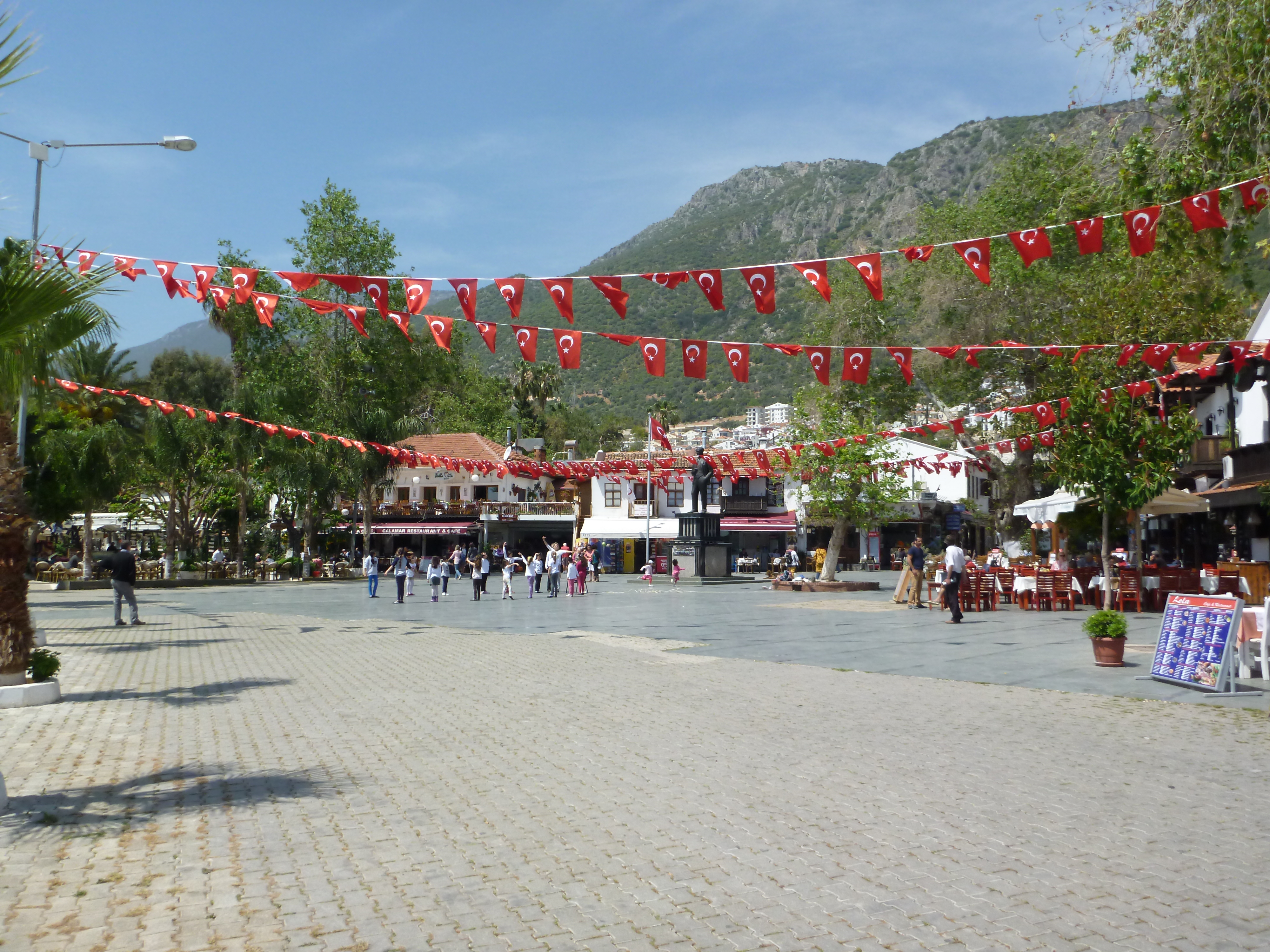
Der Atatürk-Platz in Hafennähe mit einer Statue von Mustafa Kemal Atatürk

Kaş wurde wahrscheinlich in der klassischen Antike von den Lykiern unter dem lykischen Namen Habesos oder Habesa gegründet. Zu dieser Zeit war der Ort wahrscheinlich von geringer Bedeutung, da er nur als Hafen des lykischen Zentralorts Wehnti (das spätere Phellos/Çukurbağ) diente. Die erste schriftliche Erwähnung unter dem Namen Antiphellos ist eine zweisprachige Grabinschrift aus dem 4. Jh. v. Chr. Weitere Spuren der lykischen Kultur in der Umgebung von Kaş sind am deutlichsten in der typischen lykischen Grabarchitektur erhalten: Sarkophage und Felsengräber. Sie stammen hauptsächlich aus dem 4. Jh. v. Chr. und zeigen griechischen Einfluss. Seit dem 7. Jh. v. Chr. hatte die Insel Rhodos griechischen Einfluss ausgeübt und rhodische Siedler hatten verschiedene Siedlungen entlang der lykischen Küste gegründet.

### Kaş/Antiphellos in der Antike

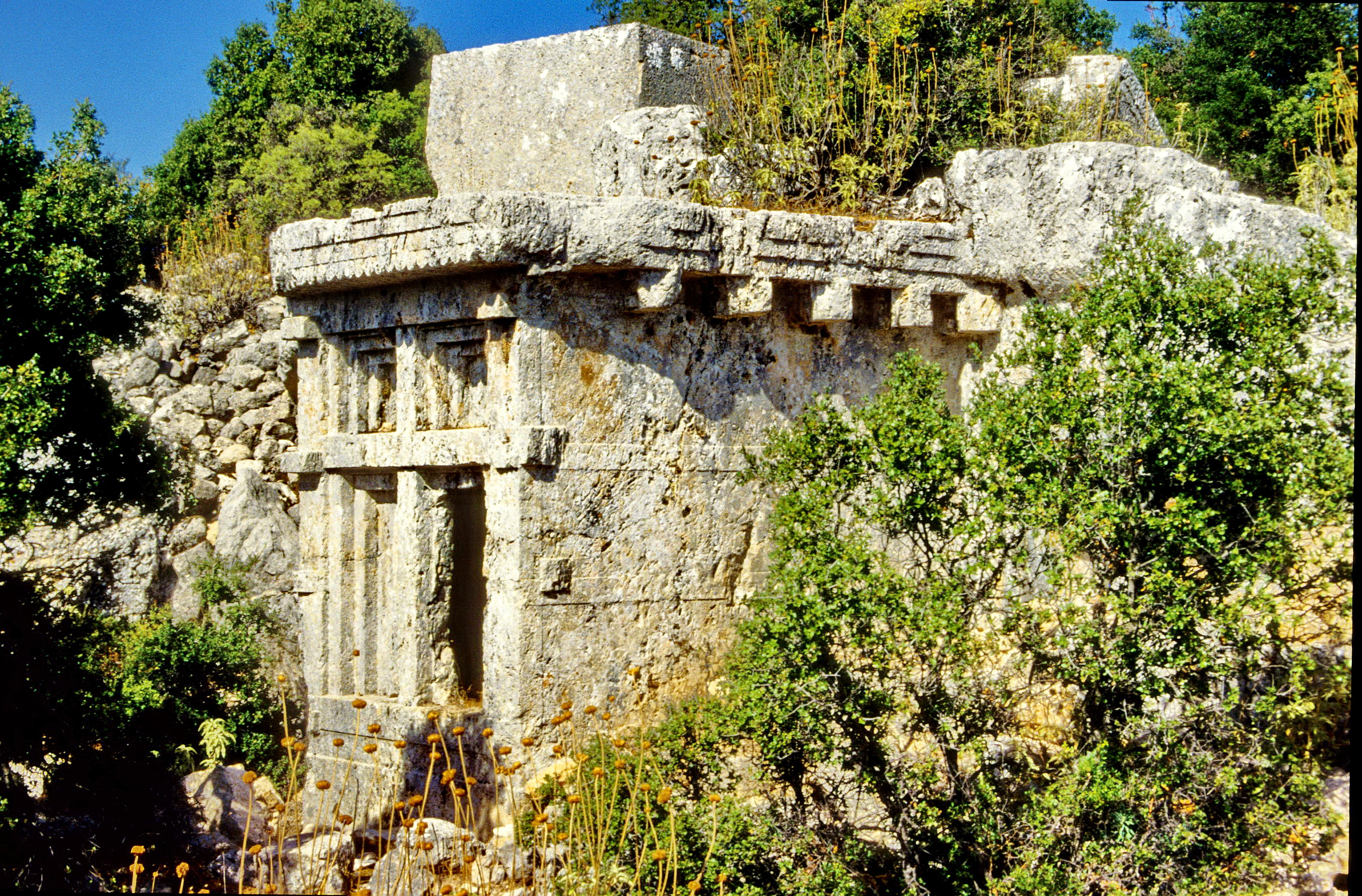
Lykisches Felsgrab im antiken Phellos (Çukurbağ/Kaş)

Zahlreiche natürliche Häfen entlang der lykischen Küste erleichterten nicht nur den Export landwirtschaftlicher Produkte aus dem Hinterland, sondern ermöglichten auch Handel und Kommunikation mit der Ägäis und dem östlichen Mittelmeer. Die wichtigsten Häfen, die sowohl am lokalen als auch am internationalen Handel beteiligt waren, waren Telmessos, Patara, Antiphellos, Timiussa, Andriake, Olympos und Phaselis. Der Transport landwirtschaftlicher Produkte durch Grundbesitzer und Bauern in die Hafenstädte wurde durch gut befestigte Straßen und Wege sichergestellt. Plinius der Ältere informiert über ein spezifisches regionales Exportgut. Er berichtet, dass die weichsten Schwämme in der Nähe der Mauern von Antiphellos gesammelt wurden.
In hellenistischer Zeit entwickelte sich Kaş unter dem Namen Antiphellos zu einer griechischen Polis und es begann der Aufstieg der Stadt. Reste hellenistischer Gebäude sind noch sichtbar: Ein Theater, ein Tempel, eine Schutzmauer sowie ein Zisternensystem sind gut erhalten. Der damalige wirtschaftliche Aufschwung von Antiphellos war eine Folge der guten Beziehungen zu seiner Partnerstadt Phellos in den Bergen oberhalb. Die dortige Oberschicht, die ihre landwirtschaftlichen Produkte über den Hafen von Antiphellos exportierte, war dort politisch aktiv und nutzte die Hafenstadt als Plattform der Selbstdarstellung, indem sie großzügig in ihre Entwicklung investierte. Im Gegensatz zu Antiphellos blieb Phellos eine bescheidene Stadt. Offenbar führte die gegenseitige Abhängigkeit der beiden Orte nicht zu einem Konkurrenzverhalten, sondern zu einer politischen, sozialen und wirtschaftlichen Wechselbeziehung.
Während der römischen Herrschaft trennte sich die Stadt, die ihre Bedeutung durch den Handel mit Zedernholz und Schwammtauchen steigerte, von Phellos und wurde sogar die wichtigste Stadt der Region. Offenbar pflegte sie Handelskontakte entlang der Südküste Kleinasiens, unterhielt ein enges Austauschnetz mit griechischen Inseln der Ägäis wie Kos und Rhodos und war von der hellenistischen bis zur römischen Zeit am lukrativen Getreidehandel mit Ägypten beteiligt – nicht zuletzt auch am Transport von Wein, Öl, Fischsauce, Trockenfrüchten, Weizen und Bohnen. Palästinensischer Wein wurde so beliebt, dass er in ganzen Schiffsladungen transportiert wurde. Ab dem 4. Jh. n. Chr., als sich der Handel Kleinasiens im gesamten Mittelmeerraum und sogar bis nach Großbritannien und zum Schwarzen Meer ausbreitete, galt das offenbar nicht für Antiphellos: Bislang gibt es keine Beweise für einen Handel zwischen Antiphellos und dem westlichen Mittelmeerraum. Bereits seit dem 2. Jh. v. Chr. hatte der Handel mit dieser Region eher von Ephesus aus floriert. Im Gegensatz dazu bekamen kleinere Küstenstädte im Süden Kleinasiens offensichtlich dazu nur sehr selten Gelegenheit. Sie profitierten dagegen hauptsächlich von einem regen Austausch mit der Ägäis und dem östlichen Mittelmeerraum. 330, mit der Ernennung Konstantinopels zur römischen Residenz, änderten sich auch Richtung und Ziel der Schifffahrt, und der Handel privater Schiffseigner konzentrierte sich im mediterranen Osten, um den wachsenden Bedarf der neuen Hauptstadt zu decken. Darüber hinaus war die Popularität des Weins mit zunehmender Christianisierung gewachsen. Antiphellos, bis in die mittelbyzantinische Zeit Bischofssitz, importierte den heiligen Wein von seinem Handelspartner Palästina. Ab dem 5. und 6. Jh. n. Chr. hatte sich sein Handel generell auf die syrisch-palästinensische Küste, auf die Südküste Kleinasiens und auf Zypern konzentriert. Zu dieser Zeit war die Stadt unter den Byzantinern Bischofssitz und blieb bis zum 9. Jh. Bischofssitz der Stadt Myra (Demre). Bis heute existiert ein katholisches Titularbistum Antiphellus.

### Kaş/Antiphellos wird muslimisch
Die Eroberungskriege der Perser, die Expansion der Araber und die Invasion der turkstämmigen Seldschuken (Rum-Seldschuken) beendeten diese langandauernde Ära und veränderten die Entwicklung der meisten lykischen Städte. Für Antiphellos allerdings, eine griechisch dominierte Stadt, bedeutete die Veränderung auf der großen politischen Bühne offenbar nur wenig. Der Ort blieb christlich, und man dürfte sich Antiphellos ab dem 12. Jh. als eine griechische und damit christlich-orthodoxe Stadt vorstellen, in der die Muslime in friedlicher Koexistenz mit der alteingesessenen byzantinischen Bevölkerung lebten. Mit der Eroberung Antalyas durch den Sultan von Rum Kai Chosrau I. 1207 kam auch Antiphellos unter die Herrschaft der Rum-Seldschuken. Der Name wurde von Antiphellos in Andifli geändert, und die Stadt begann allmählich ihre Bedeutung zu verlieren.
Greifbare historische Quellen, die Aufschluss geben könnten über die seldschukische Herrschaft über die Stadt Andifli bzw. die Verwaltungsregion Kaş, sind überaus spärlich und bleiben selbst nach der Machtübernahme durch die Osmanen bis ins 19. Jahrhundert äußerst mager. Innerhalb dieses langen Zeitraums wurde die Region Kaş im Südwesten der Tekke-Halbinsel offenbar nicht in besonderer Weise als Gegenstand politischer Ereignisse wahrgenommen. Somit fehlen über sie bislang detailliertere Informationen bis zur ersten Hälfte des 12. Jahrhunderts. Damals kamen türkische Stämme nach Antalya und drangen in kurzer Zeit in das westliche Taurusgebirge und bis in die Region Kaş vor. Mit dem Zusammenbruch des Seldschukenreiches während der Beylikzeit wurde das Fürstentum (Beylik) der Tekeoğulları unter der Herrschaft eines turkmenischen Stammes namens Tekeli um Antalya als Zweig der Hamitoğulları-Beys gegründet, die in Isparta und Umgebung ansässig waren. 1361 kamen die Gebiete Antalya zusammen mit Alâiye (Alanya), Finike, Kaş, Kalkanlı (Kalkan), Milli, Gömbe, Elmalı, İstanos (Korkuteli) und Karahisar (Serik) unter osmanische Herrschaft – verwaltet von den Tekeoğulları (unter Mehmed Bey 1360–1380) – und wurden unter dem Namen Teke-İli (Provinz Teke) organisiert.

### Kaş/Andifli während des 15. bis 18. Jahrhunderts
Im 16. Jahrhundert lebten im Kreis Kaş 15 insgesamt zumeist halbnomadische Stämme, und die osmanische Verwaltung begann, die von Yürüken (Yörük) saisonal bewohnten antiken Siedlungen Kınık/Xanthos, Kaş/Antifellos, Gelemis/Patara, Bezirgân/Tymnessos-Pirha, Çukurbağ/Phellos, Belenli/İsinda, Sütleğen/Nisa, Kılınçlı/Apollonia als Städte oder Kleinstädte in offizielle Dokumente aufzunehmen. Gemäß Aufzeichnungen aus dem Jahr 1530 sind die Yörük/Turkmenen-Gemeinden im Kaza Kaş auch für die Stadtgemeinde aufgeführt: 10 Haushalte in den Jahren 1530/1531 sowie 8 Soldaten und 6 Haushalte für 1588.
Eines der wichtigsten Dokumente zur Verwaltungsstruktur einzelner Kaza oder Nahiye ist das Muhasebe-i Vilayet-i Anadolu Defteri 166 von H.937/1530. In diesem Buch werden neben Vermögenswerten, Strukturen, landwirtschaftlichen und wirtschaftlichen Reichtümern, Bildungseinrichtungen und Infrastrukturen (Brücken usw.) die Dörfer namentlich aufgeführt. Demnach existieren im Landkreis Kaş um 1530 folgende Dörfer: Aderhene(?), Akyaka, Yortan, Armudağacı, Armudlu, Bayındır, Bestene (?), Çakal-Bayat, Çavdır, Çomaklı, Çukurbağ, Demre (Kale), Dirmisin (Tırmısın), Erbud, Gebran, Girdap, İğdir, Öz, İzaz, Karadağ, Katırlı (?), Kınık (Matırlı), Koçaklı (?), Körpe (?), Kutluca Öyük (?), Kürtler (?), Viran Köy (?), Kümbe (Gömbe), Şadi (?), Revasi (?), wobei die Lage verschiedener Dörfer bislang nicht bestimmt werden konnte. Dies ist kein Einzelfall, denn bekannterweise sind unzählige Siedlungen im Zusammenhang mit der Pest in Anatolien zwischen 1701 und 1850 wüst gefallen und heute schwer oder nicht zu lokalisieren bzw. zu identifizieren. Der Ort Gebran (Cemaat-i Gebran) ist in der Aufstellung von 1530 ein Dorf oder Weiler im Bezirk Kaş, in dem Nicht-Muslime lebten. Mit Gebran gemeint sein dürfte Antifellos (das rezente Kaş) oder eine nicht-muslimische Siedlung in Demre/Kale.

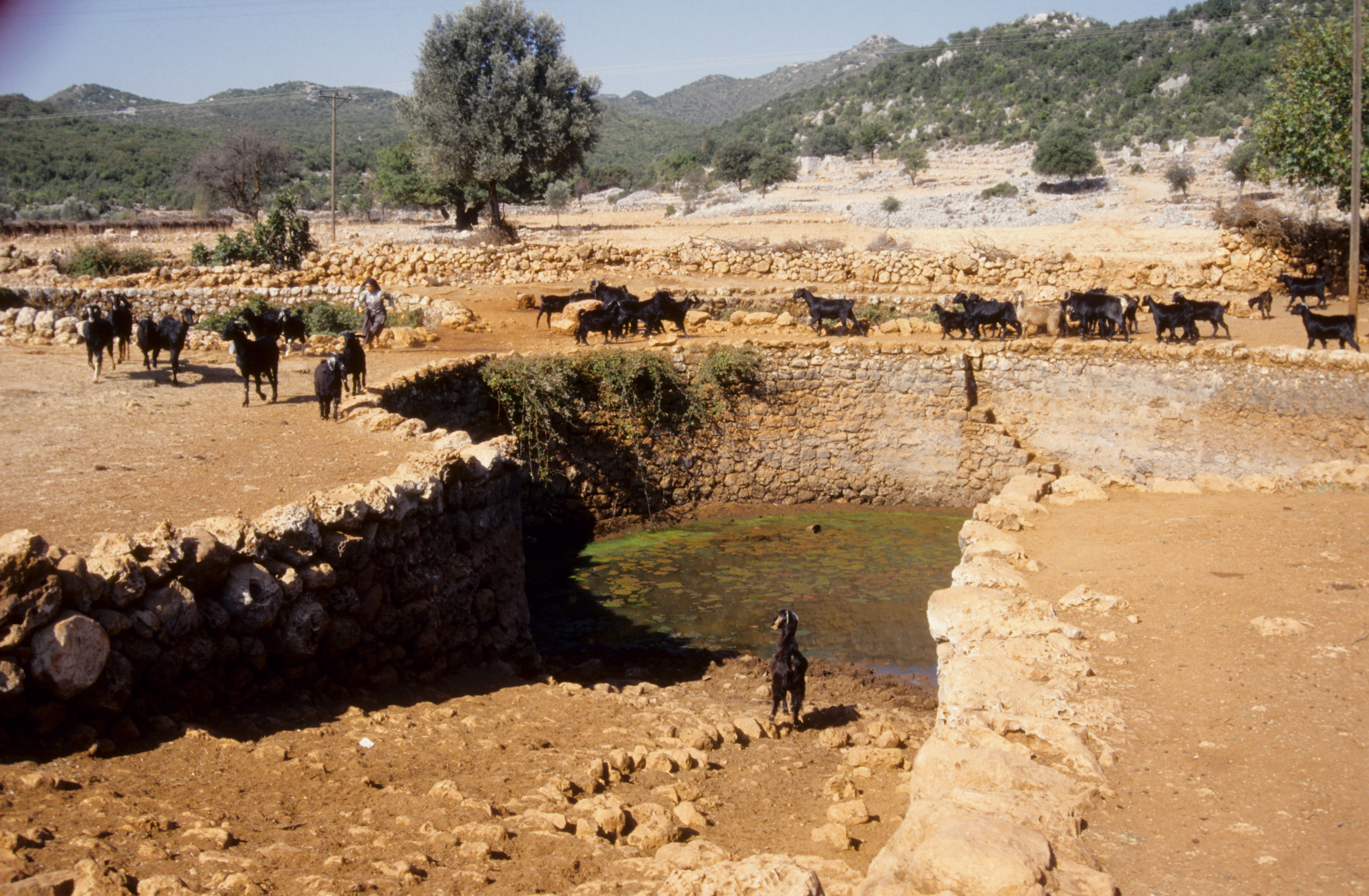
Bis heute gehören „die schwarzen Teufel Anatoliens“, die Ziegen, zum normalen Bild in den Dörfern um Kaş.

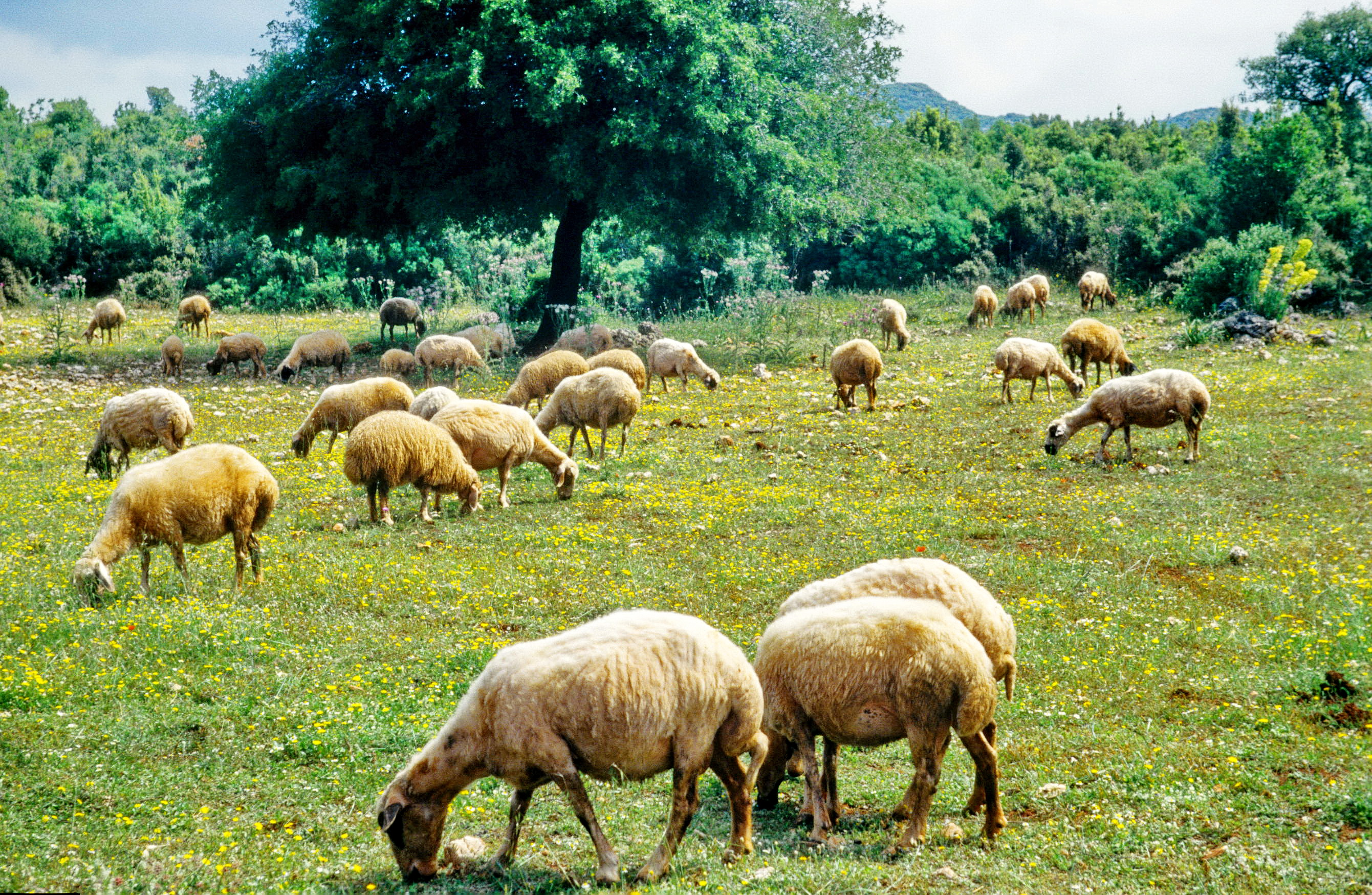
Auch die Fettschwanzschafe sind aus dem ländlichen Umfeld von Kaş bis in die Gegenwart nicht fortzudenken.

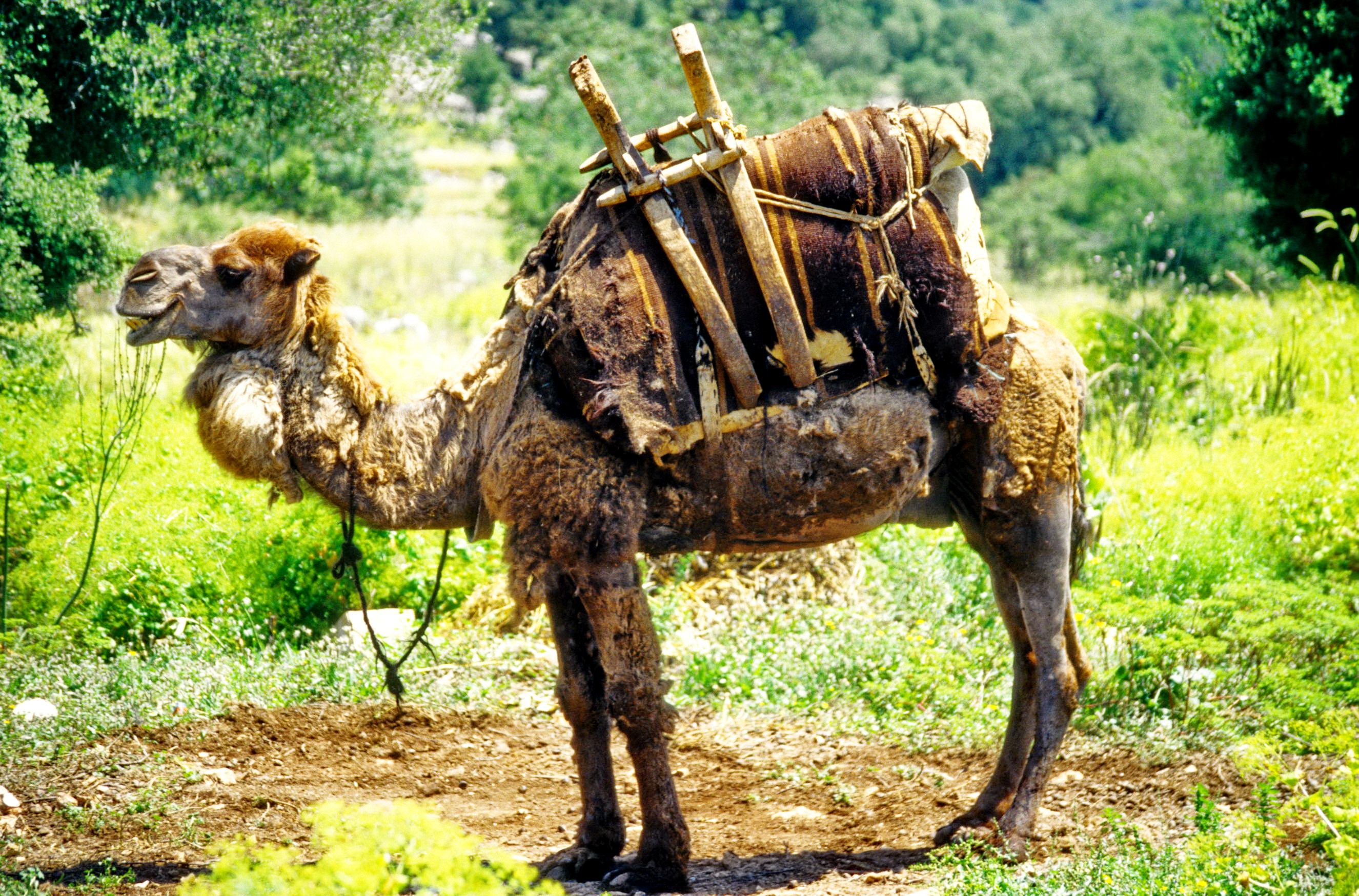
Das Dromedar als Lasttier ist bis in die Gegenwart ein typischer Begleiter selbst bei den sesshaften Yürüken in der Region Kaş.

Die Yürüken des Kaza Kaş hatten ihre eigene Form der Tierhaltung und Landbewirtschaftung entwickelt. Während man in fast jedem Ort überwiegend Kleinviehhaltung (Schafe/Ziegen) pflegte, wurde vor der saisonalen Wanderung mit ihren Herden und Dromedaren in die Hochebenen (Transhumanz) an den Küsten Feldwirtschaft betrieben. Die ersten Dörfer, in denen sich Yürüken niederließen und erstmals Ackerbau vollzogen, waren Dörfer in tieferen Lagen küstennaher kleiner Ovas: Çavdır (bei Kalkan), Kınık, Bayındır (5 km südöstlich von Kaș), Gemiş (bei Kalkan) und Fırnaz (bei Kalkan). Während sich dort einerseits die Landwirtschaft entwickelte, führte andererseits die dortige Verbreitung der Malaria bald zur Ansiedlung in Dörfern in mittleren malariafreien Höhenlagen. wie in Margaz, İslamlar, Çukurbağ, Koşu, Karadağ, Bezirgân und Seyret.
Auf die ersten Volkszählungen, die auch den Bezirk Kaş enthalten, stößt man im 15. Jahrhundert. 1455 bestand der Sandschak aus den Nahiye Antalya, İstanos, Kaş, Elmalı, Karahisar, Kürt, İğdir, Muslu, Bağ ovası und Kalkanlu. 1530 wurden Antalya, Kalkanlu, Kaş, Karahisar und Elmalı als Kreis-Verwaltungsbezirke registriert. Vorhandene Straßen und Trinkwasserversorgungsanlagen in den oben genannten antiken und oft verwaisten Städten waren ein wichtiges Kriterium für die Siedlungswahl der Yürüken. Bearbeitete Steine, Säulen und andere Baumaterialien, die in den Strukturen antiker Plätze verfügbar waren, wurden von ihnen beim Hausbau verwendet. Die dortige Verwaltungsstruktur, der der Kreis Kaş vom 15. bis zum 19. Jahrhundert administrativ angegliedert war, hat bis ins 20. Jahrhundert überlebt, ohne dass sich merkliche Veränderungen ergeben hätten.
Das Tahrir Defteri (Steuerbuch) Nr. 107 verzeichnet zu Beginn des 16. Jahrhunderts Antalya und Karahisar (Serik) als Kaza (Landkreise) und Elmalı, Kalkanlu, Kaş, İstanos, Kürt, Muslu, İğdir, Mükerrem Gömü und die Bağ-Ebene als Nahiye (Amtsbezirke). Im detaillierten Steuerregister des Liva Teke vom Januar 1588 ist das Sandschak in fünf Kaza unterteilt: Antalya, Istanos (Korkuteli), Elmalı, Kalkanlı und Kaş. Zudem werden gleichzeitig Antalya, Karahisar, Kalkanlı, Muslu, Kaş, Elmalı, İğdir, Bağ Ovası, Istanos, Kürüt (Kürt) und Mükerrem Gömü als Nahiye erwähnt. Das bedeutet: In Kaş/Andifli amtierte sowohl eine Kreisverwaltung, die Stadt war also Verwaltungszentrum eines Kreises, verwaltete zugleich aber auch – neben anderen Orten im Kreis – sich selbst als Amtsbezirk. Unter Berücksichtigung der Steuerregister ergab sich für Kaş damals folgende administrative Zuordnung: Unter der Nummer 5 wurde der Ort als Kaza (Kreiszentrum) aufgeführt sowie unter den Städten des Liva Teke (allerdings nicht unter der Bezeichnung Andifli). In den im 15. und 16. Jahrhundert erstellten Volkszählungs- und Eigentumsurkundenbüchern des Liva Teke fehlt der Hinweis auf den Hafenort Andifli als Kreiszentrum von Kaş. Vielmehr erscheinen die Namen seiner Nahiye (İğdir, Kalendos, Bozdoğan, Ozanlar und Oğuz Khanli) im Kreis „Bayındır Kaş“ (?), was möglicherweise darauf hindeutet, dass die Kreisverwaltung von Kaş zu dieser Zeit im heutigen Dorf Bayındır saß, wie später im 19. Jahrhundert im Dorf Kasaba im Hinterland zwischen Andifli und Gömbe. Kaş wurde dann 1776–1777 in ein Nahiye (Amtsbezirkszentrum) umgewandelt und zusammen mit Gömbe dem Kaza Elmalı zugeordnet. Entsprechend wurden im anatolischen Ahkâm Defteri 107 (Beschwerdeprotokoll 107) vom September 1793 Kaş, Elmalı, Kalkanlu, İstanos, Kürt, Muslu, İgdir, Merkumgömü und Bağovası nur noch als Amtsbezirke in den Kreisen Antalya und Karahisar verzeichnet.

### Kaş/Andifli im 19. Jahrhundert

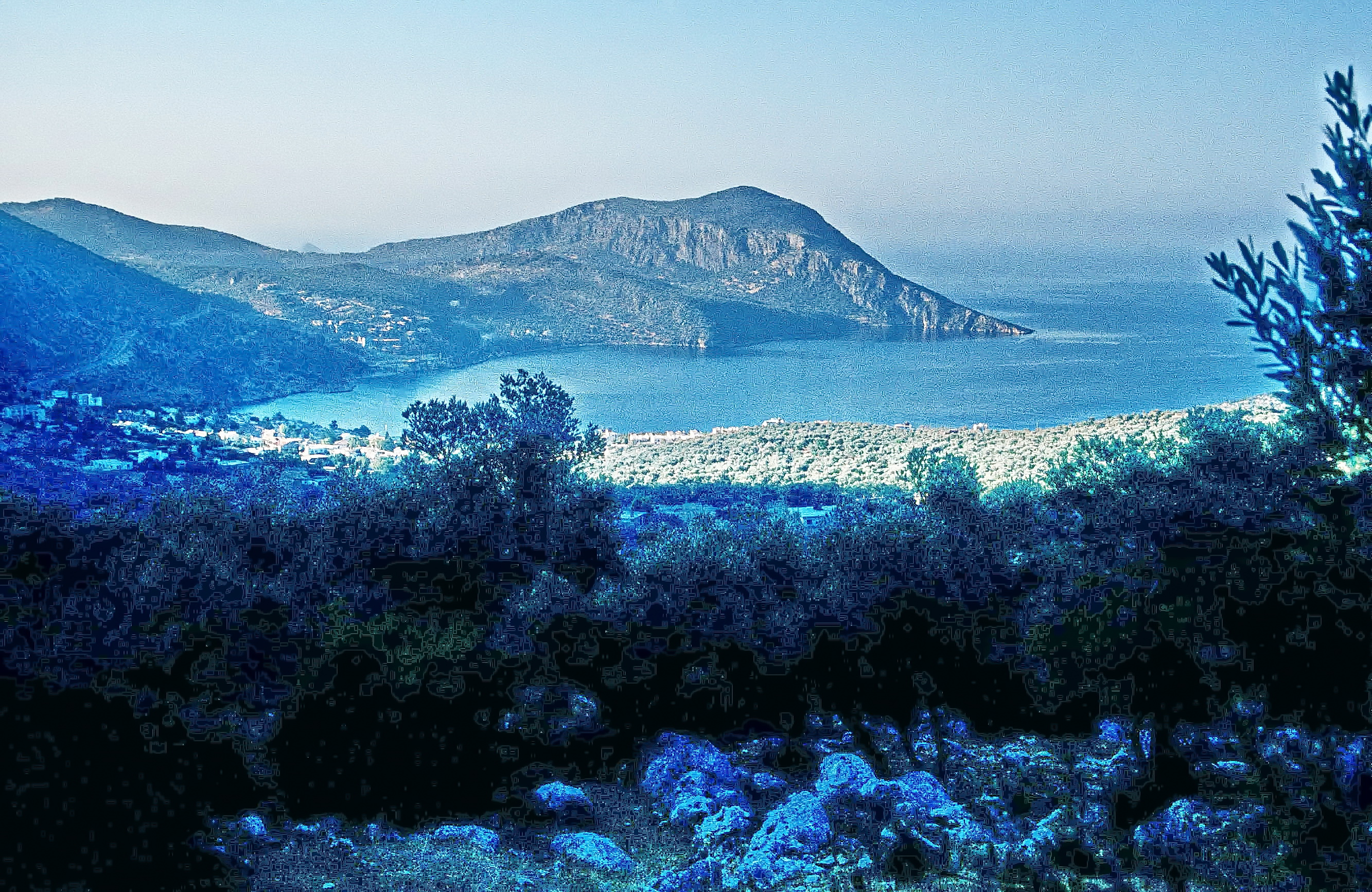
Bucht von Kalkan (Kalkanlı), im 19. Jahrhundert Konkurrent für den Hafen von Andifli (Kaş).

Im 19. Jahrhundert hatte sich als Konkurrent zu Andifli der Nachbarort Kalkan zu einem Hafen sogar wichtiger als Fethiye oder Antalya entwickelt. Alle Waren wurden nach Kalkan gebracht und dort auf Frachtschiffe verladen, um in die entlegensten Winkel des Osmanischen Reiches zu gelangen. Der Hafen blieb aufgrund seiner Dienstleistungen bis in die frühen 1950er Jahre die Einnahmequelle des Dorfes, obwohl sich der Handel dort bald erheblich verringert und auf andere Häfen wegen deren verbesserter Infrastruktur und der Einführung landgestützter Transportmittel verlagert hatte. Nachdem der Seehandel fast vollständig abgeschafft war, begannen die Einwohner von Kalkan, das Land auf der Suche nach Arbeit zu verlassen. Andifli übernahm nach und nach die Aufgabe als Hafen, wobei dieser Ort Anfang des 19. Jahrhunderts offenbar noch weitgehend bedeutungslos war. Der britische Marineoffizier und Hydrograph Kapitän Francis Beaufort hatte zwar schon 1812 den Hafen von Andifli als „Port Sevedo“ mit fast jeder guten Qualität, die man sich wünschen kann, bezeichnet. Er beschreibt zwar die dortigen antiken Ruinen, gibt aber über den Ort Andifli selbst nur wenig und nicht unbedingt positive Auskunft: 

„Dieser kleine Hafen ist der Anlegeplatz für Boote von der Insel Kastelorizo; es gibt daher das gewöhnliche Anhängsel eines Kaffeehauses, dem die Einwohner und einigen Hütten den Namen Antiphilo geben: die Ähnlichkeit der Namen lässt zu einer starken Vermutung veranlassen, dass dies der Antiphellus des Strabon war.“

Auch Charles Félix Marie Texier hat mit seiner Fregatte das antike Antiphellos 1835 und 1844 besucht und seine Eindrücke hinterlassen. Auch er nannte den Ort „Hafen von Sevédo“ und vermerkte, dass die Stadt Antiphellos ihren Namen zwar behalten hat, aber außer den Ruinen gab es nicht einmal ein Dorf, sondern bei den Ruinen lediglich eine Zollstation für Bretter und Holz. Der Ağa lebte in der Nähe eines Steinlagers, in dem Kalk gelagert wurde. Es gab ein kürzlich erbautes Café sowie fünf oder sechs Familien. Man konnte Milch, Eier, Hühner und Rinder erwerben. Dieser kleine Weiler lag am Eingang zum alten Hafen, dessen Mole noch zu sehen war. Er vermerkte allerdings auch, dass Andifli/Kaş nicht das Verwaltungszentrum des Kreises war, sondern das nördlich in einer Talschaft in den Bergen mitten in der Ebene gelegene Dorf „Cassaba“ (heute Kasaba). Dort waren die Reisenden vom Ağa zunächst in einem großen Khan (Karawanserei) untergebracht worden, später dann in einem großen Konak (Landhaus), das dem „Agha von Cassaba“ gehörte. Er erwähnte acht bewohnte Häuser, eine alte Kirche/Basilika und antike Kornmagazine, deren große Anzahl nicht nur auf eine einstige starke Bevölkerung zurückschließen ließ, sondern auch auf ausgedehnten Getreidehandel. Für 1844 nannte er dann den Hafenort Antiphellos „im steigenden Wohlstand“ mit einem Dutzend Häusern am Hafen, wo mit Insulanern von Kastellorizo um Schlachtvieh, Butter, Getreide, Bau- und Brennholz, Eisen, Leder, Baumwollerzeugnisse und Kaffeebohnen gehandelt wurde. In früheren Jahren, als nur wenige Hütten dort standen, schliefen die Insulaner auf ihren Schiffen, in Grabkammern oder Strohhütten; mit steigendem Wohlstand bauten sie sich Steinhäuser aus Ruinenresten. Offenbar erwachte der kleine Hafenort Andifli im Laufe des 19. Jahrhunderts aus einem „Dornröschenschlaf“.

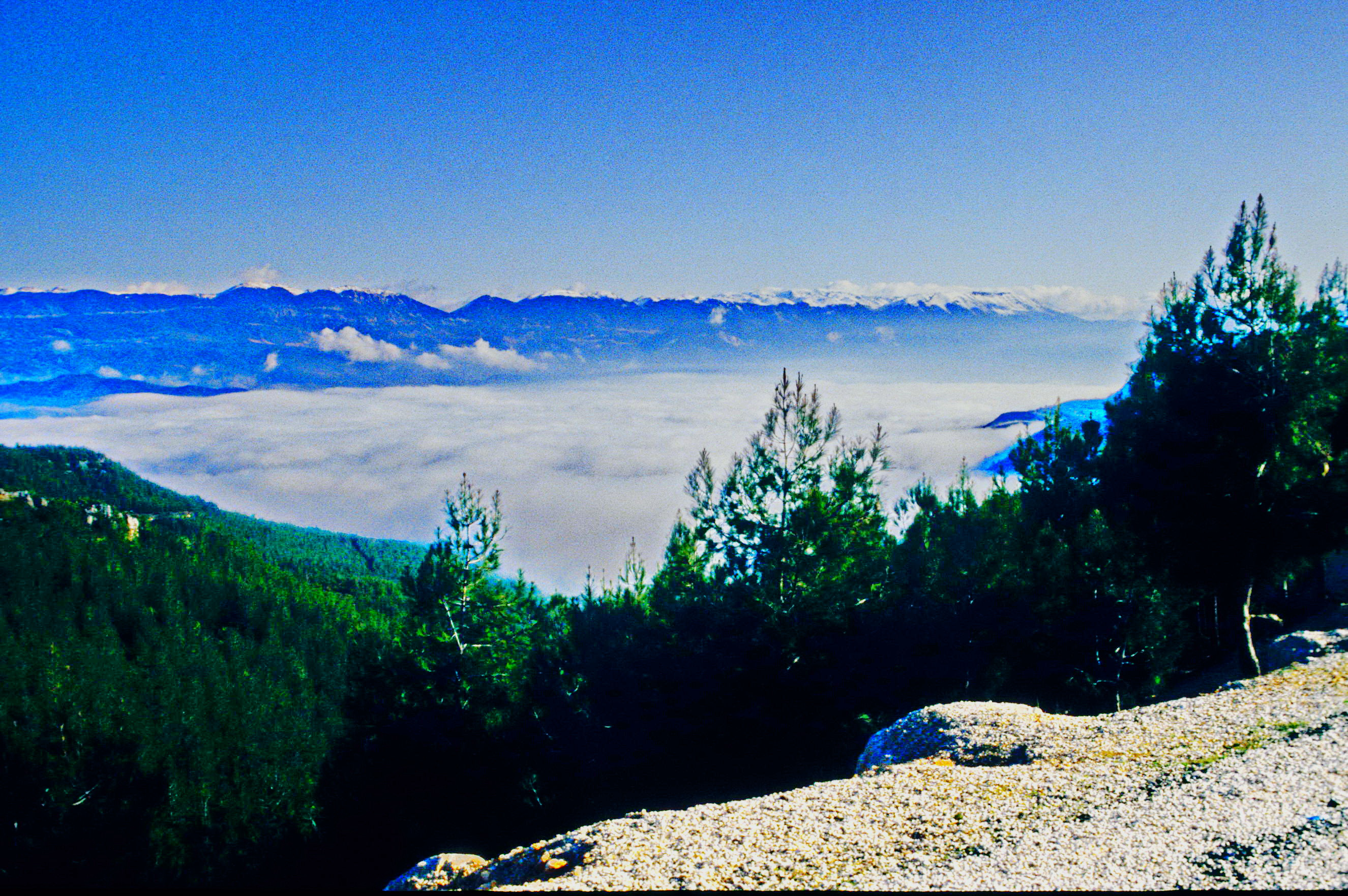
Die Ova von Kasaba im Gebirgs-Hinterland von Kaş im Frühnebel: Das rezente Dorf Kasaba im Zentrum dieses intramontanen Beckens war im 19. und frühen 20. Jahrhundert bis 1923 Sitz der Kreisverwaltung des Kaza Kaş.

Bei Spratt/Forbes wird Antiphellos (Kaş) 1842 als Hafen von Phellos (Çukurbağ) als “flourishing port of Antiphellos, the site of which presented greater facilities for communicating with the interior of Lycia […]” beschrieben. Als eigentliches Regionalzentrum (Kreiszentrum) allerdings wird auch hier Kasaba, ein Dorf mit einem Ağa als Gouverneur und Kadi, bezeichnet: 

“Kasabar [Kasaba] is the capital of a district [Kreis] of Lycia, next in importance and extent to Almales [Elmalı], and is known under the general name of Kaash [Kaş], the governor of which holds the rank of an Agha, and resides generally here. It is also the residence of a kadi […]”

Carl Ritter, der die älteren Reise- und Forschungsberichte auch über Kaş gesammelt und verarbeitet hat, beschreibt entsprechend nach Spratt/Forbes die Situation des Küstenortes Antiphellos für das 19. Jahrhundert wie folgt: 

„Der zweite nördliche Hafen Porto Baty [siehe oben: Çukurbağ Yarımadası und Bucht Buçak Limanı, früher Vathy], an dessen Südseite im innersten Winkel der Bai der antike Hafenort Antophellus liegt, der noch den Namen Andiphilo beibehalten, ist viel häufiger besucht, da er im steten Schiffsverkehr mit Kastelloryzo steht. Zwar sind es nur wenige Hütten mit Caffees, die hier von Griechen besucht werden, aber Monumente bestätigen seine antike Lage. Eine lange klippige Landzunge [Çukurbağ Yarımadası] streckt sich westwärts und zeigt nordwärts von ihr eine lange sehr schmale, tiefe Meereseinfahrt, welche im innersten Winkel Bathy heißt, aber viel zu unbequem ist, um zu einer Ankerstation für größere Schiffe zu dienen. An der Südseite dieser Landzunge, im innersten Winkel der Bai, liegt ein besuchterer Hafen in kreisrunder Gestalt, der antike Hafen von Antiphellus, um welchen und auf der Anhöhe der Landzunge selbst die Denkmale des Altertums zerstreut liegen, die man hier auffand. Auf dem etwa nur 600 Schritt schmalen Isthmus von diesem südlichen Hafen nach der ganz nahen nordwestlichen Hafenbucht Bathy, wo aber keine Trümmer von Häuserbauten, sondern nur Felsgräber und Sarcophage liegen, sind einige angebaute Gelände, Gärten und Grundmauern sichtbar geblieben [war also unbesiedelt]. Dagegen ist der südlichere, mehr aufblühende Hafen von Antiphellus in modernen Zeiten der einzige besuchte geblieben.“

1889 berichten Eugen Petersen und Felix von Luschan über Kaş (Antiphellos): 

„Das heutige Andifilo wird fast ausschliesslich von Griechen aus Castcllorizo bewohnt. Wo früher nur ein Zollhaus und einige Hütten standen, steht nun ein im Verhältnis zur Dürftigkeit im lnnern des Landes nicht unansehnlicher, fast behaglicher Ort. Und machten die Ausdünstungen der Sümpfe denselben vor Zeiten schon im Mai unbewohnbar, so verlassen ihn jetzt, da jene zum Theil trockengelegt sind, die Bewohner erst Anfangs Juli, um in Castellorizo, das so gesund wie Rhodos sein soll, die ersten Regengüsse abzuwarten und dann bald wieder zurückzukehren. […] Die Häuser von Andifilo sind sauber gehalten. ich fand hier das Wort unseres Consuls in Rhodos bestätigt, der weder Türken noch Griechen des Schmutzes geziehen wissen wollte. Es fehlten - sagte er - keiner der beiden Nationen Begriffe von Reinlichkeit, doch bethätigen sie dieselben auf verschiedenem Gebiete: die einen im Kochen, die anderen im Wohnen. Besondere Geschicklichkeit bewähren die Andifiloten - oder genauer die Castellorizoten, von denen jene nur ein Theil sind - in der Construction hölzerner Balkone und in dem hölzernen Gitterwerke an den Fenstern, das sie aus Brettchen, Säulchen und kleinen Würfeln sinnreich zusammenstellen.“

Bei der ersten Volkszählung im 19. Jahrhundert (1831) waren die Kaza des Sandschaks Teke (Antalya), zu dem auch das Nahiye Kaş aufgrund neuer Verwaltungsvorschriften gehörte, die mit der Proklamation des Tanzimat begannen, mit der Provinz Karaman verbunden. Laut dem Staatsjahrbuch von 1850 hatte das Liva Teke folgende Verwaltungsbezirke, einschließlich des Zentralkreises: Stadt Antalya, Nahiye Istanos (Korkuteli), Murtana (Kurdenstamm), Stadt İğdir, Nahiye (Amtsbezirk) Kardıc, Finike, Kaş, Kalkanlu, Elmalu, Germeği (Stadt Bucak), Millü und Karahavz (Karaöz), Kızılkaya und Serik (Karahisar). Im Zuge der Provinz-Neuordnungen von 1864/1865 war es erneut zu mehreren Umgliederungen gekommen, von denen auch Kaş betroffen war, sodass Kaş als Nahiye von Elmalı zunächst zur Provinz Karaman, 1865 dann zur Provinz Konya kam. 1871 hatte Kaş erneut die Leitung eines Kreises übernommen, wobei das Kreiszentrum sehr wahrscheinlich der Ort Kasaba im Hinterland zwischen Kaş und Elmalı war. 1876 wurde Kaş eigenständiges Kreiszentrum in der Provinz Konya. In der Gemeindevereinbarung wurde der Amtsbezirk Kaş, der zuvor mit dem Kreis Elmalı verbunden war, zum Kreis hochgestuft, wobei nicht zu klären ist, in welchem Ort die Kreisverwaltung (Kaimakam/Landrat) von Kaş realiter residierte. Wahrscheinlich war das Kreiszentrum immer noch in Kasaba. In den Jahren 1891–1902/H1317 bestand das Sandschak Teke aus den Kreisen Antalya, Akseki, Alaiye (Alanya), Elmalı und Kaş, 11 Amtsbezirken und 524 Dörfern, was bis zur Gegenwart erhalten geblieben ist.

### Kaş seit dem 20. Jahrhundert
Die griechische Mehrheitsbevölkerung musste den Ort Kaş 1923 im Zuge des griechisch-türkischen Bevölkerungsaustausches nach dem Vertrag von Lausanne verlassen. Nach dem Bevölkerungsaustausch wurde der Verwaltungssitz des Bezirks Kaş aus dem Binnenland von der Ortschaft Kasaba (türkisch für Kleinstadt, die übliche Bezeichnung eines lokalen Zentrums) nach Andifli (türkisch für Antiphellos) verlegt und bei dieser Gelegenheit der Name Kaş auf die Küstenstadt übertragen. Heute ist Kasaba ein Mahalle dörflichen Charakters der Gemeinde Kaş. Das Wachstum der städtischen Bevölkerung von Kaş nach 1927 dokumentiert die Entwicklung des historischen Hafenortes seit der Republikzeit in mehreren Phasen (nach 1950 und seit Ende der 1960er Jahre aufgrund des wachsenden Tourismus) zu einem vor allem in der Saison quirligen Städtchen:
- 1927:   414 Einwohner[39]
- 1935:   867 Einwohner
- 1940:   753 Einwohner
- 1945:   588 Einwohner
- 1950:   642 Einwohner
- 1955: 1372 Einwohner
- 1960: 1479 Einwohner
- 1965: 1269 Einwohner
- 1970: 2099 Einwohner
- 1985: 4002 Einwohner
- 2000: 6361 Einwohner
- 2015: 8067 Einwohner
- 2020: 8783 Einwohner
- 2022: 9084 Einwohner[40]

## Wirtschaft
Heute gibt es in Kaş einen eher moderaten Tourismus und viele zugezogene Ausländer – vor allem Engländer, Holländer und Deutsche. Es gibt viele kleinere Hotels im Ort und gut ausgebaute Fußgängerzonen mit vielen Restaurants und Läden. Seit Anfang der 1970er Jahre hatte sich Kaş zu einem beliebten kleinen Fremdenverkehrsort entwickelt. 1973 vermerkte das Provinzjahrbuch von Antalya die ersten drei moderneren Hotels in der Stadt: Koza, Belediye, Andifli. Im Sommer steigt mittlerweile die Bevölkerung allein im Zentrum von Kaş durch den Tourismus von fast 9.000 auf 20.000 bis 25.000 Personen. Etwa seit der Jahrhundertwende (2000) hat die ausländische Ansiedlung insbesondere im Gebiet Kalkan und auf der Halbinsel Çukurbağ zugenommen. Da der Kreis Kaş insgesamt ein Tourismusgebiet ist, zeichnet er sich als Zuwanderungsgebiet aus. Es verfügt über eine junge und dynamische Bevölkerung, wobei der Anteil der männlichen Bevölkerung höher ist als der der weiblichen.

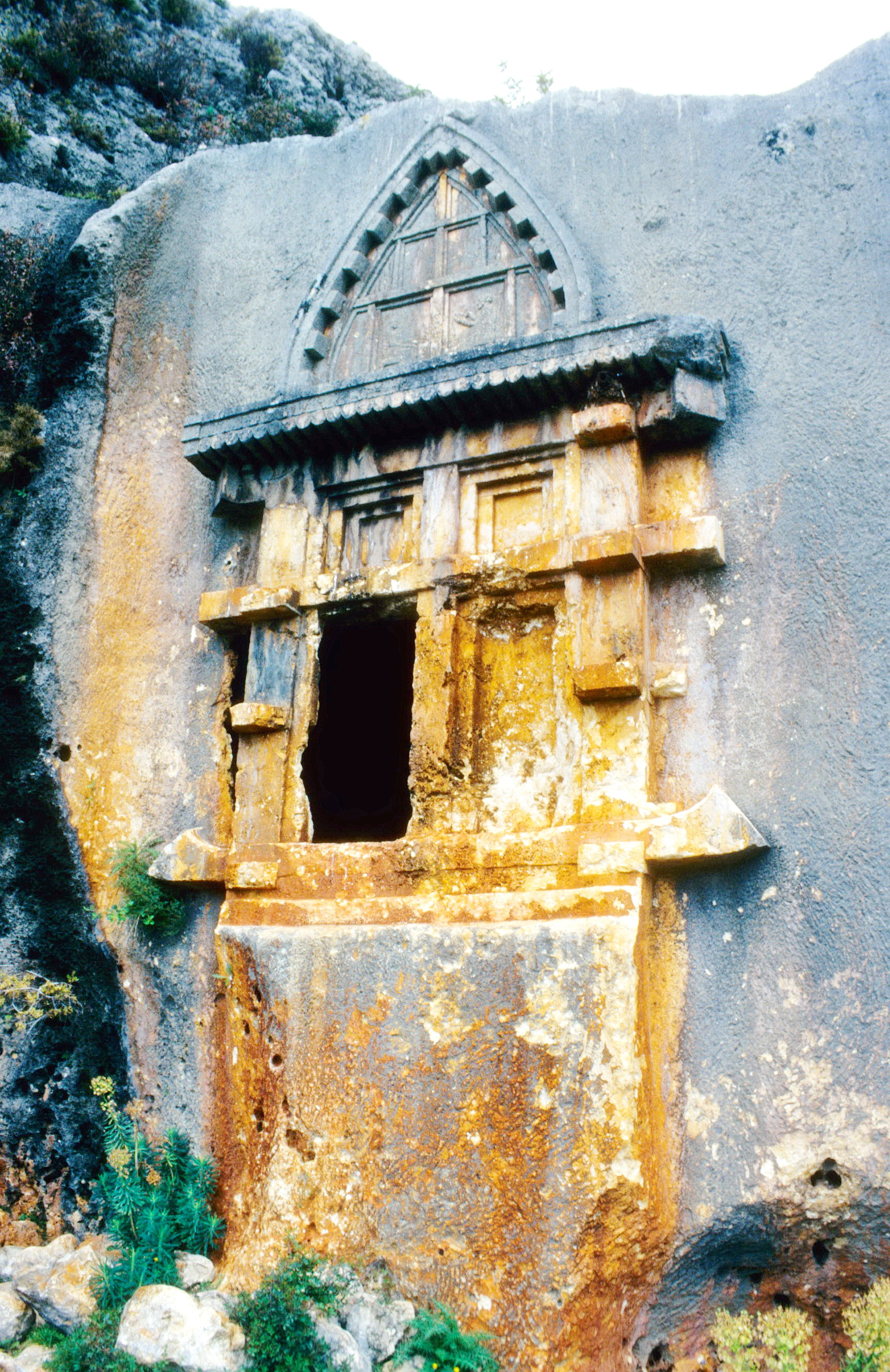
Typisches lykisches Felsgrab in der Flur Zincir Çukuru bei Kaş

Zeugnisse der antiken lykischen Geschichte sind überall im Ort und im Umland zu sehen. Die Hauptsehenswürdigkeit ist der große steinerne Sarkophag am oberen Ende der Haupteinkaufsstraße. Des Weiteren gibt es noch für Lykien typische in Fels gehauene Grabkammern, welche die Holzkonstruktion eines Blockhauses (Speicherhaus, siehe Elmalı Ovası (Milyas)) nachahmen. Das antike Theater von Antiphellos befindet sich am westlichen Ortsrand. Es stammt aus dem frühen 1. Jahrhundert v. Chr., aus der hellenistischen Zeit (Die Angaben zur Bauzeit schwanken in einzelnen Quellen zwischen dem 1. Jahrhundert v. Chr. über das 2. Jahrhundert v. Chr. bis ins 6. Jahrhundert v. Chr.: „Das hellenistische Theater aus den 6. Jh. v. Chr.[…]“; die vielfach in Reiseführern kursierende Datierung auf das 6. Jahrhundert v. Chr. ist vermutlich falsch). Es ist in drei Abschnitte geteilt, hat 26 Sitzreihen aus lokalem hellen Kalkstein und ist zur östlichen Meerseite geöffnet. Von dem Bühnengebäude sind keine Spuren erhalten. Es ist – in typischer griechischer Bauart – etwas größer als ein Halbkreis und hat einen Durchmesser von 50 Metern.

## Tauchen
Die Umgebung des Ortes bietet gute Tauchgebiete. Die etwa 30 Tauchspots befinden sich in und vor der Bucht und werden größtenteils mit Booten angefahren. In Tiefen zwischen 20 und 40 Metern befinden sich einige Wracks. Darunter das C-47-Wrack eines ehemaligen Transportflugzeugs der türkischen Streitkräfte und das eines verunglückten griechischen Baumwollfrachters. Von den historischen Wracks sind überwiegend nur noch Amphoren erhalten geblieben. Im Ort gibt es etwa 15 Tauchbasen mit angegliederten Tauchschulen.

## Unterwassermuseum
Seit 2007 konzentriert sich die gemeinnützige Organisation SAD (’Sualtı Araştırmaları Derneği’: Gesellschaft für Unterwasserforschung) auf Untersuchungen zu historischen Schifffahrts- und Handelsaktivitäten der antiken Polis Antiphellos an der lykischen Küste mit dem Ziel der Dokumentation, Erhaltung und Präsentation der dortigen unterwasserarchäologischen Stätten. Dabei entstand die Idee, ein virtuelles Museum unter Wasser zu schaffen. Bisher wurden mehr als 20 antike Ankerplätze, Frachtplätze und mögliche Wrackstellen untersucht. Sie belegen eine rege maritime Handelsaktivität an der lykischen Küste von der hellenistischen bis zur byzantinischen Zeit. Die noch laufenden Analysen lieferten Hinweise auf den dortigen Warenverkehr zu Beginn der Spätantike. Mittlerweile wurde die Idee eines Unterwassermuseums realisiert: Artefakte der lykischen Zivilisation sind im entsprechenden Museum in der Region Limanağzı bei Kaş zu sehen. Besucher können die Unterwasserartefakte (z. T. als Kopien aus wasserfesten Materialien) unter anderem beim Tauchen in einer Tiefe von 5 bis 20 m oder von Ausflugsbooten aus, ohne zu tauchen, im „Lycia-Kaş Underwater Art Park“ von etwa 10 Hektar Größe besichtigen. Darunter befinden sich 658 verlorene und vergessene Werke Lykiens. Dieses Projekt, das 2016 begann, soll u. a. dazu dienen, die Anzahl der Tauchgänge von 80.000 auf 300.000 pro Jahr zu erhöhen und die touristischen Aktivitäten auf 12 Monate zu verteilen.

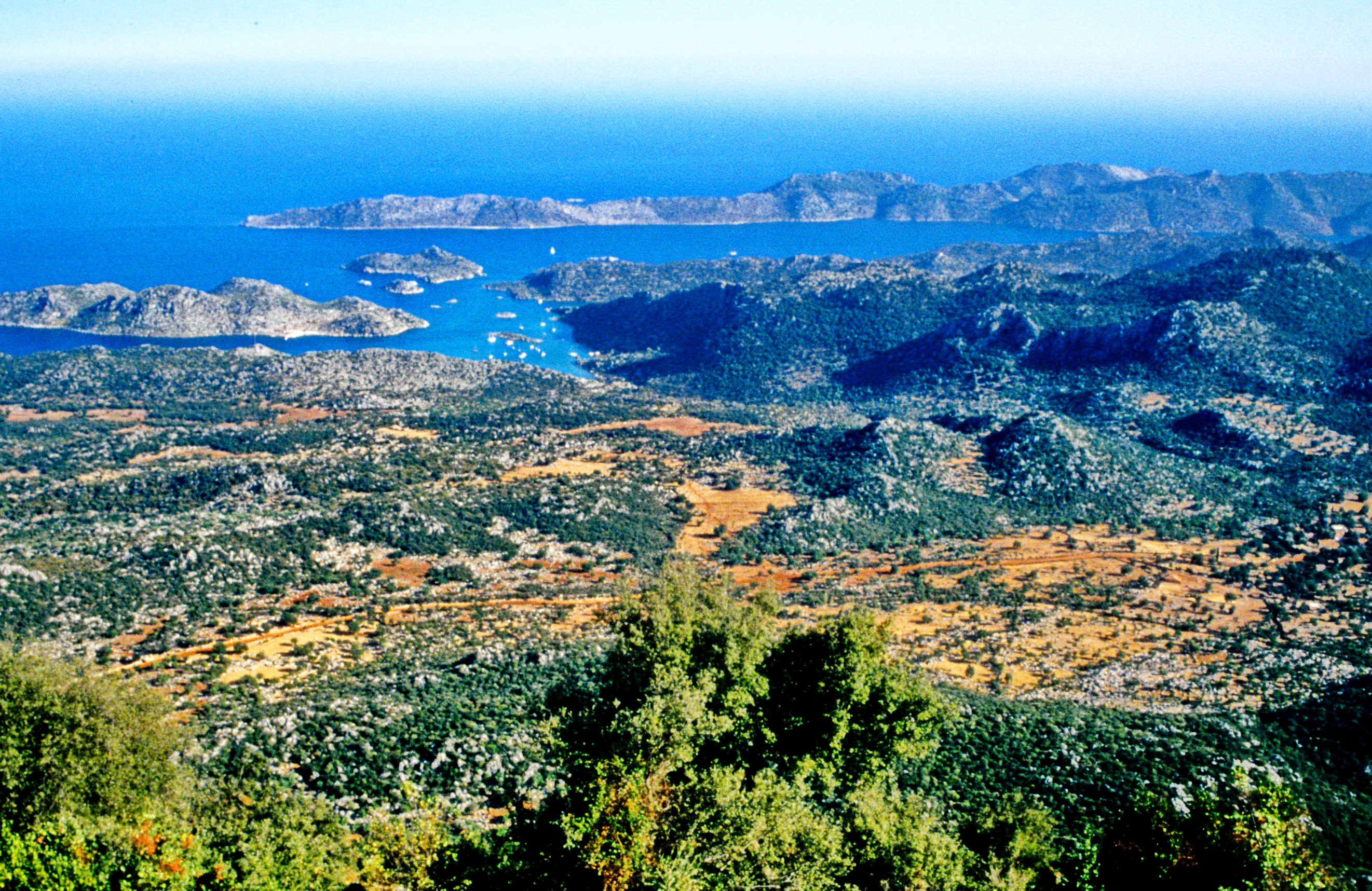
Insel Kekova und Küste bei Gökkaya Limanı

## Ziele in der Nähe

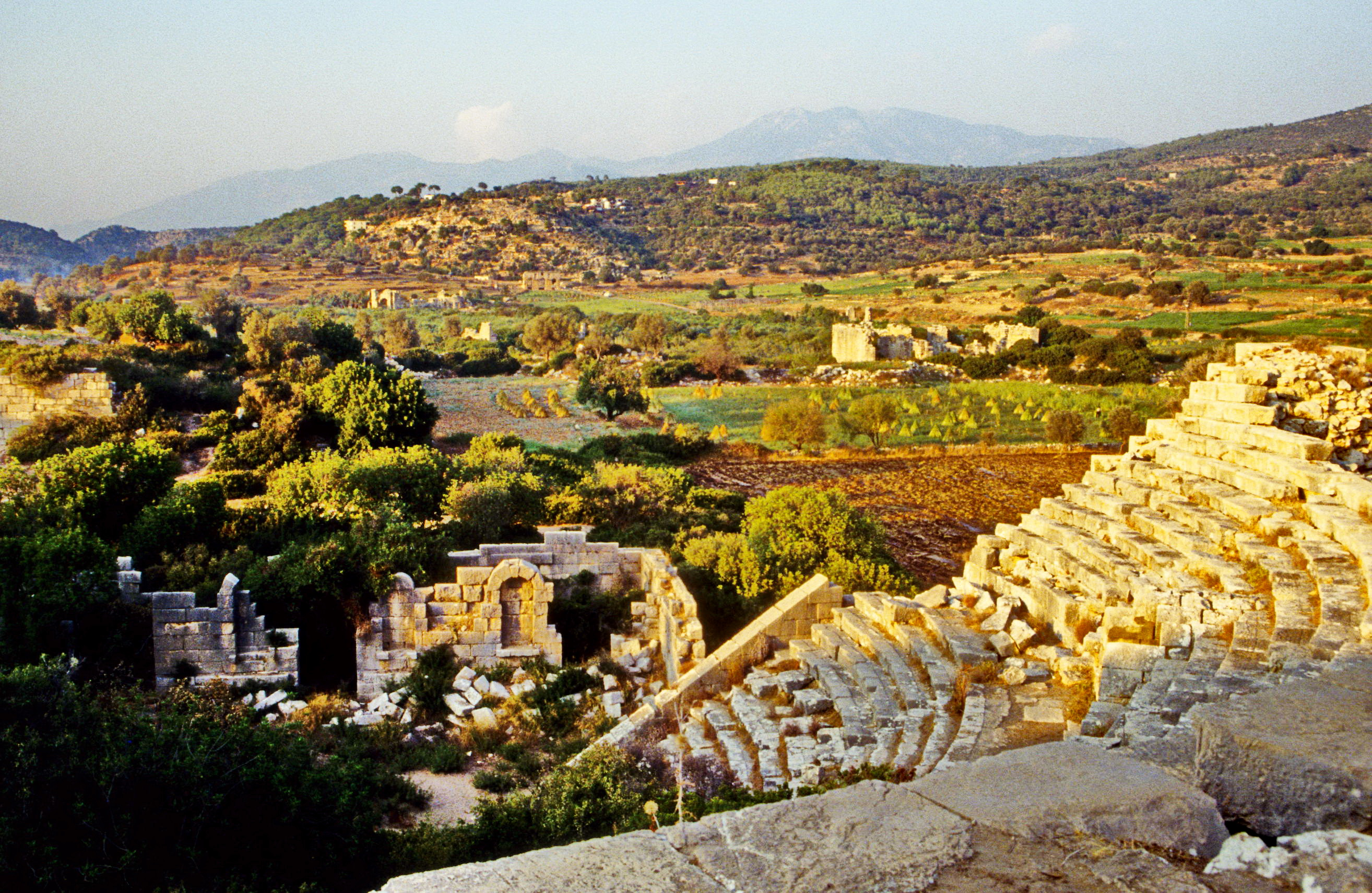
Ruinengelände von Patara

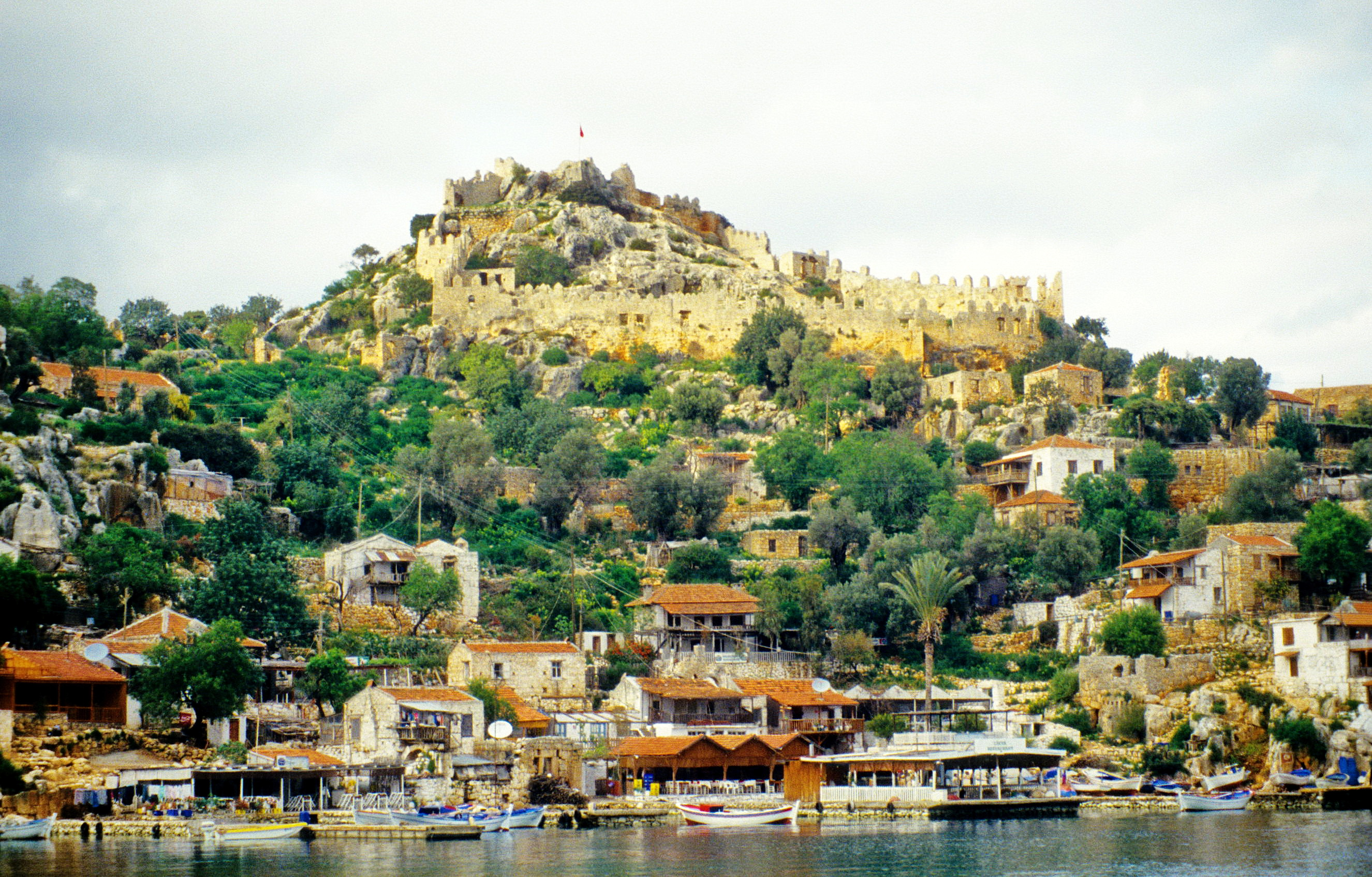
Ruinen und Burg von Simena bei Kaleüçağız gegenüber der Insel Kekova

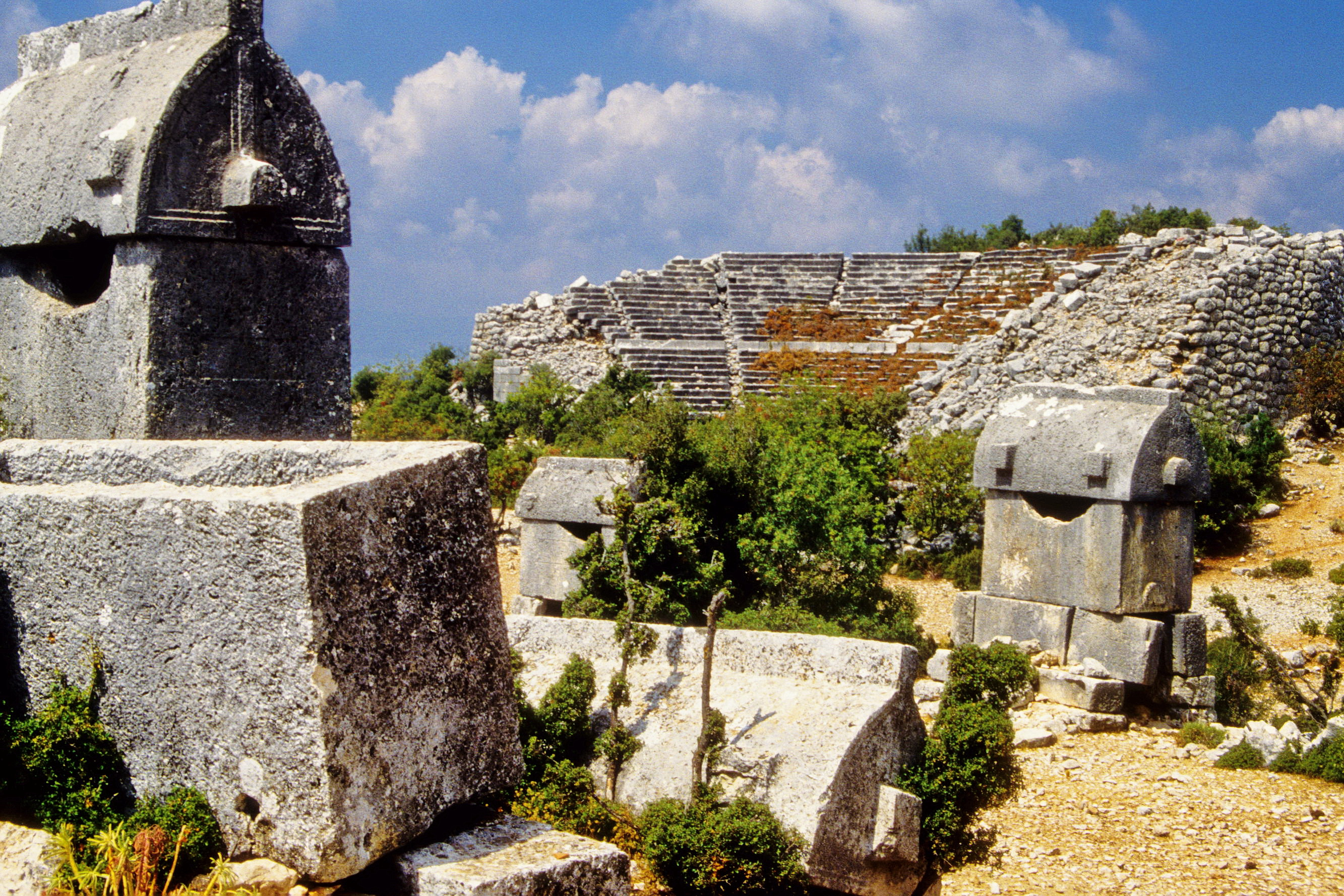
Nekropole mit Theater der antiken Stadt Kyaneai bei Kaş (Yavu-Bergland)

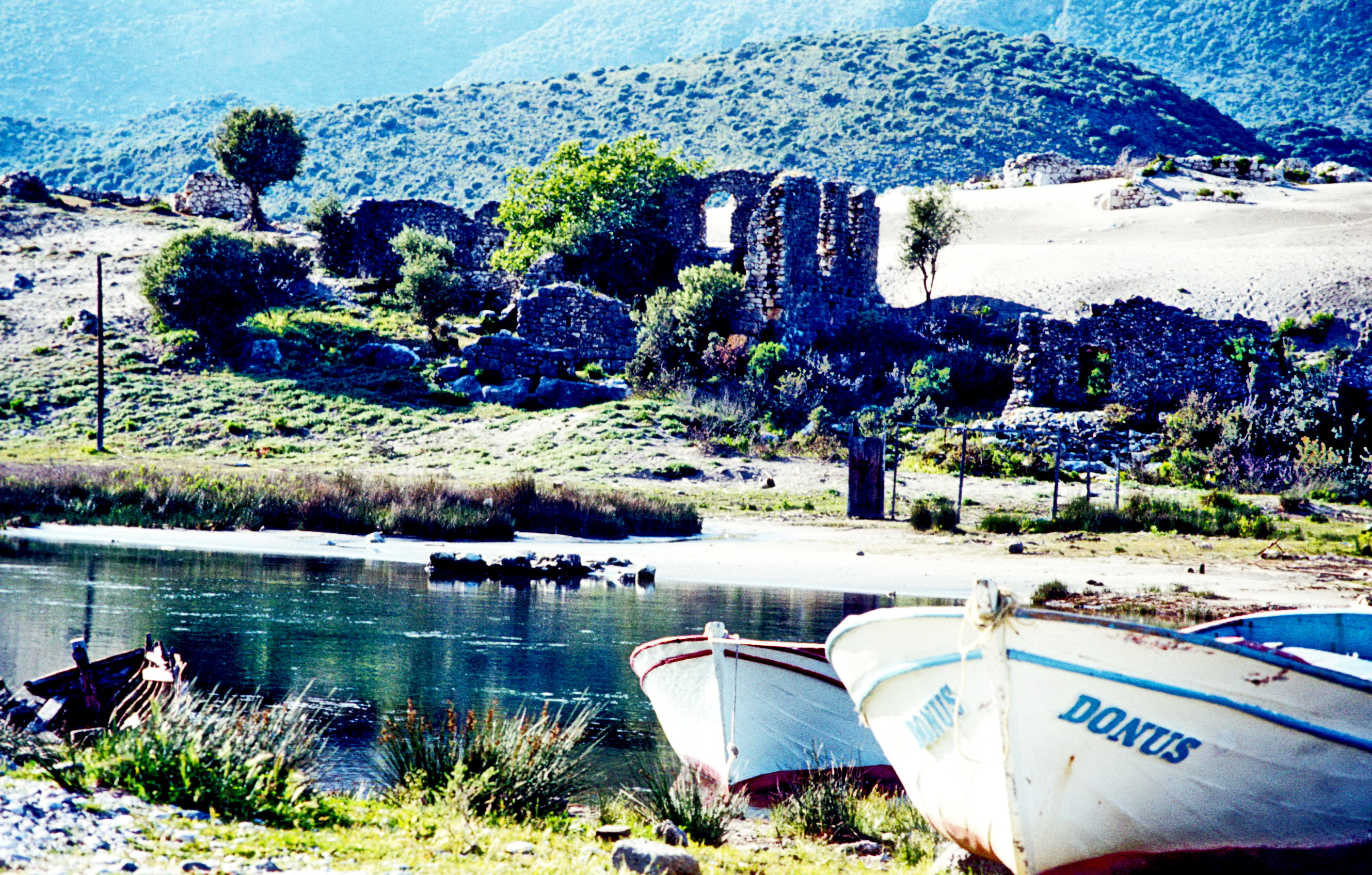
Ruinengelände von Andriake bei Taşdibi im Frühjahr 1984

Auch die vorgelagerten Inseln, in kleineren Booten erreichbar, sind für Touristen im Ort attraktive Ziele. Des Weiteren wird Paragliding von den umliegenden Bergen angeboten. Der Lykische Weg, ein Fernwanderweg zwischen Fethiye und Antalya führt durch Kaş. In der Nähe befinden sich die historischen Stätten von Kyaneai (im Yavu-Bergland), Kekova (Simena), Phellos, Trysa, Soura, Myra, Andriake, Xanthos, Letoon und Patara. Diese sind neben der Blauen Grotte, Kaputaş Beach und Saklıkent (Tlos) beliebte Ausflugsziele.

## Umwelt- und Wasserprobleme
Die Region Kaş ist eines der seltenen Fremdenverkehrszentren in der Türkei, wo das touristische „All-Inclusive“-System bisher noch nicht existiert. Kaş verfügt über zwei ÖÇK-Gebiete (Özel Çevre Koruma = besonderer Umweltschutz), vier Naturschutzgebiete und einen Nationalpark sowie insgesamt acht antike Städte, darunter Patara, und Xanthos, die auf der Liste des UNESCO-Weltkulturerbes stehen. Mit ihren sauberen Küsten und Buchten sowie ihrem reichen Ökosystem gilt sie an der gesamten Ägäis- und Mittelmeerküste als besonderer Lebensraum und wichtiges Tourismusziel in der Türkei, was im letzten Jahrzehnt zu Plänen zur Ausweitung der Bautätigkeit geführt hat. Dabei hat sich illegaler Bau wie ein metastasierender Krebs auf die natürlichen, archäologischen und Umweltschutz-Gebiete, landwirtschaftlichen Flächen, Wälder und Olivenhaine von Kaş ausgebreitet. In den letzten Jahren betrug die geschätzte Zahl der illegalen Gebäude im Kreis etwa 17.000, wobei allein die Zahl der offiziell identifizierten illegalen Bauten bei nahezu 4.000 liegt.
Zudem bedroht ein Straßenbau-Projekt das Natur- und Kulturerbe der Region: Während bereits eine dreispurige Straße zwischen Demre (Myra) und Kaş vorhanden ist, wurde – nach einem vom Verband für Umwelt und Kultur in Kaş organisierten Forum – die Annullierung eines Projekts zum vierspurigen autobahnähnlichen Ausbau dieser Route gefordert. Auf der 64 km langen Neubaustrecke wären 11 Brücken/Viadukte und 6 Tunnel mit einer Gesamtlänge von 19 km vorgesehen. Dadurch würden 11 archäologische Stätten und 9 Naturschutzgebiete entlang der Autobahntrasse direkt oder indirekt geschädigt. Die betroffene Region beherbergt 454 Pflanzenarten, von denen 22 endemisch sind. Das Projekt würde dem Verbreitungsgebiet der Population der endemischen Arten der Lykischen Ragwurz (Ophrys lycia), der Alante (Andızotu Inula sechmenii Hartvig et Strid, asteraceae) und des Sürmeli-Krokus („Dream Dancer“, Sürmeli Çiğdemi/Crocus mathewii) schaden, die weltweit nur in dieser Region wachsen. Aus dem UVP-Umwelt-Verträglichkeits-Prüfbericht geht hervor, dass entlang der Straßentrasse insgesamt 321 ha Land zerstört würden, darunter 118 ha landwirtschaftliche Nutzfläche (ca. 210 Fußballfelder), 44 ha Olivenhaine und 75 ha Waldfläche mit 66.073 zu fällenden Bäumen.

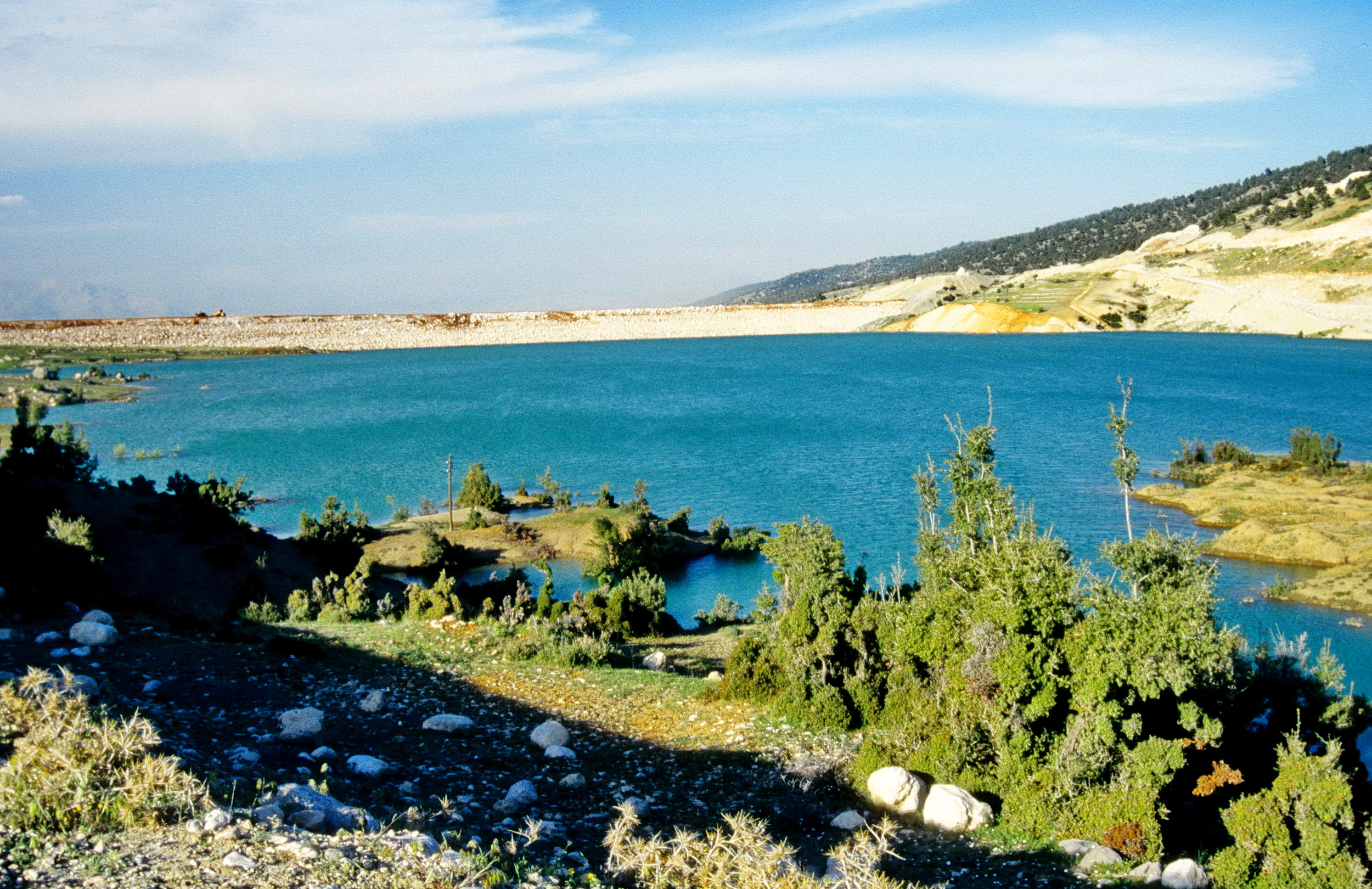
Die Çayboğazı Barajı, Stausee bei Gömbe versorgt die Region Kaş seit den 1990er Jahren mit dem notwendigen Wasser Trink- und Brauchwasser.

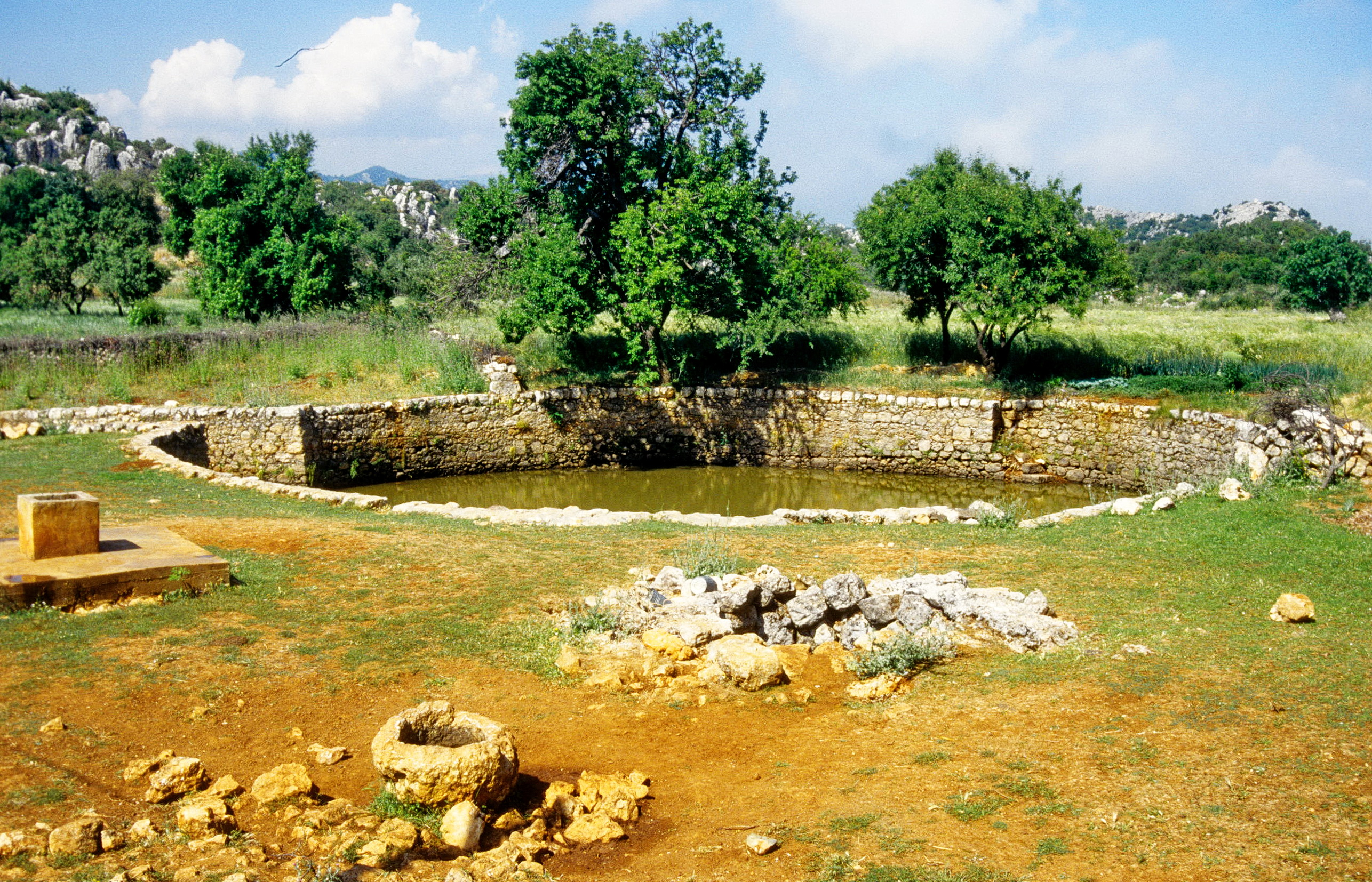
Antike Zisterne bei Hoyran, Yavu-Bergland, Kaş

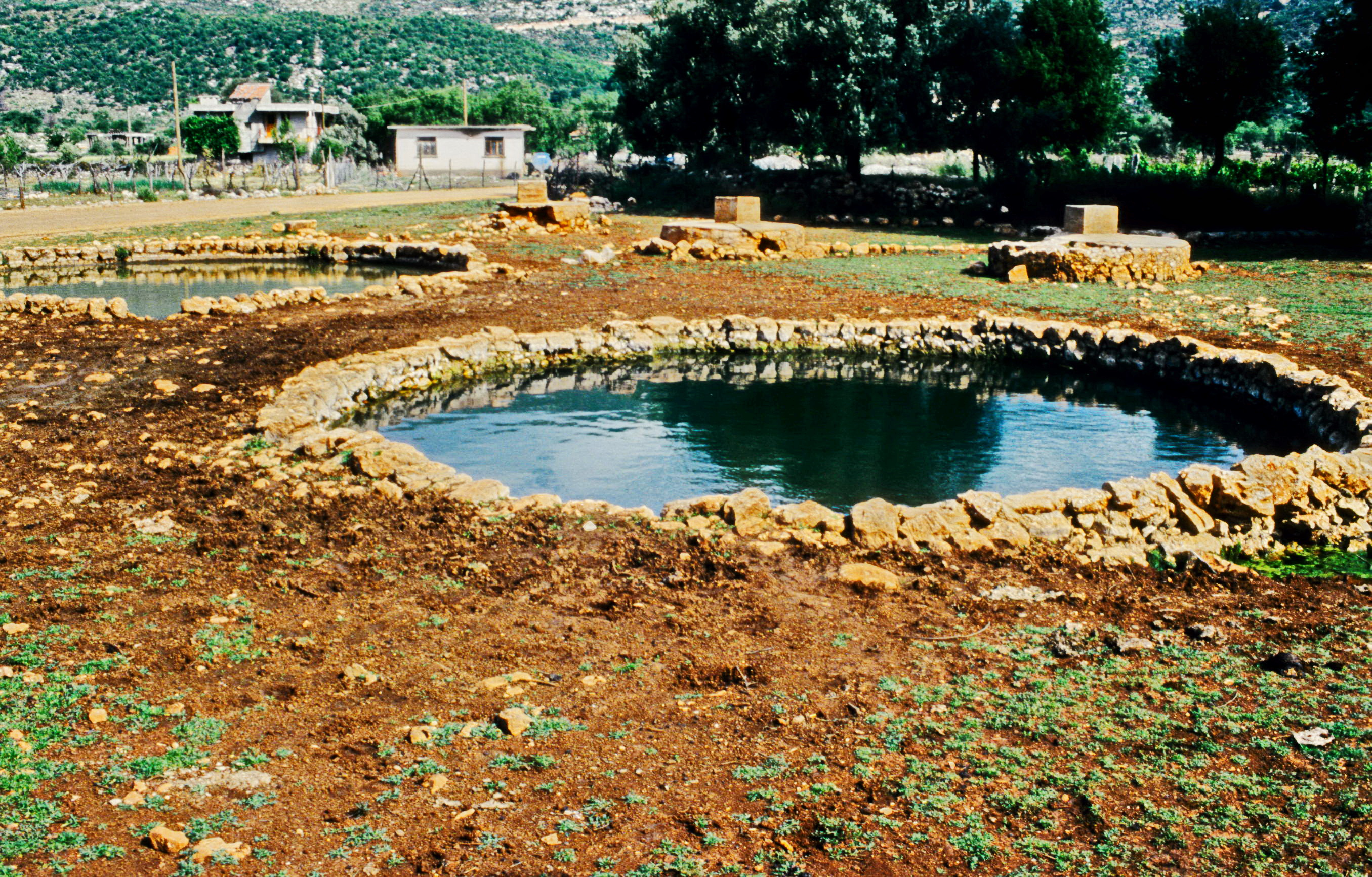
In der Region Kaş sind viele historische, zum Teil antike Zisternen unterschiedlicher Form und Größe zu finden, die heute noch genutzt werden.

Darüber hinaus hat Kaş, die größte Siedlung der Region, mittlerweile ein Wasserproblem. In der Stadt und im Kreis, der sein Wasser größtenteils aus Quellen bei Gömbe und dem Gömbe-Stausee bei Elmalı im Nordwesten bezieht, hat sich mit Wachsen von Bevölkerung und Tourismus insbesondere in der Sommersaison zunehmende Wasserknappheit bemerkbar gemacht. Gewächshausanbau und Gemüseanbau haben sich in den letzten Jahren aufgrund der wirtschaftlichen Erträge in den Poljen um Kaş weit verbreitet, was den Wasserbedarf massiv erhöht hat und sich insbesondere in den Poljes Yavu, Kılıçlı und Çevreliin mit der Zunahme die Zahl moderner Teichanlagen abzeichnet. In der Region sind zudem viele historische, zum Teil antike Zisternen unterschiedlicher Form und Größe zu finden, die heute noch genutzt werden, was anzeigt, dass es diese Wasserprobleme bereits in der Antike gab. Die Fülle derartiger Wasserspeicher auf dem Plateau des Yavu-Berglandes im Hinterland von Kaş zeigt, dass, obwohl die mittleren jährlichen Niederschlagswerte in Kaş mit 741,2 mm relativ hoch sind, es offenbar schwierig ist, diese effektiv zu speichern und zu nutzen, da die Berglandregion aufgrund ihrer lithologischen Eigenschaften als Karstgebiet nur begrenzte natürliche Wasserspeicher-Kapazitäten aufweist.

## Städtepartnerschaften
Seit 2002 ist Kaş Partnerstadt der Stadt Brühl bei Köln in Deutschland.